# 救世軍港澳地域
救世军港澳地域（英語：The Salvation Army Hong Kong and Macau Territory）是救世軍在香港及澳门的分會組織，於1930年成立，晚于中国大陆（1916年，北京）。救世軍在港澳的慈善、救济等方面具有相当的影响力。

## 歷史
香港
香港救世軍於1930年成立，時任輔政司修頓的夫人於3月在港督府主持首次會議，救世軍應港英政府的邀請，在香港為婦人和女童開設宿舍，由此正式展開在香港的服務。並於1937年在九龍城成立首個部隊（教會）。1938年，首批香港救世軍軍官前往廣州受訓，回港後宣揚反對蓄婢，並收容不幸婦女、教導失學兒童、設立食堂進行救濟等。1945年香港重光，香港救世軍在京士柏接辦孤兒院，服務逾千名難民。1947年於舊灣仔警署開辦學校、手工藝中心及進行教會聚會。1950年代中國內戰爆發，導致大量難民湧入香港，救世軍於是設立學校並開展社會服務。
1948年，香港救世軍在油麻地彌敦道547至555號興建總部，並於1951年落成揭幕。後於1985年遷至永星里現址，由伍振民建築師事務所設計，耗資約1,200萬港元。
2023年9月，救世軍斥資1.22億向金朝陽購入葵涌同珍工業大廈地下至3樓一籃子物業，建築面積合共約37081方呎，平均呎價3290元
澳門
1999年救世軍在澳門設立救世軍祐漢堂暨社區服務中心，開啟在澳門的服務。2007年，於澳門北區設立永久會址。

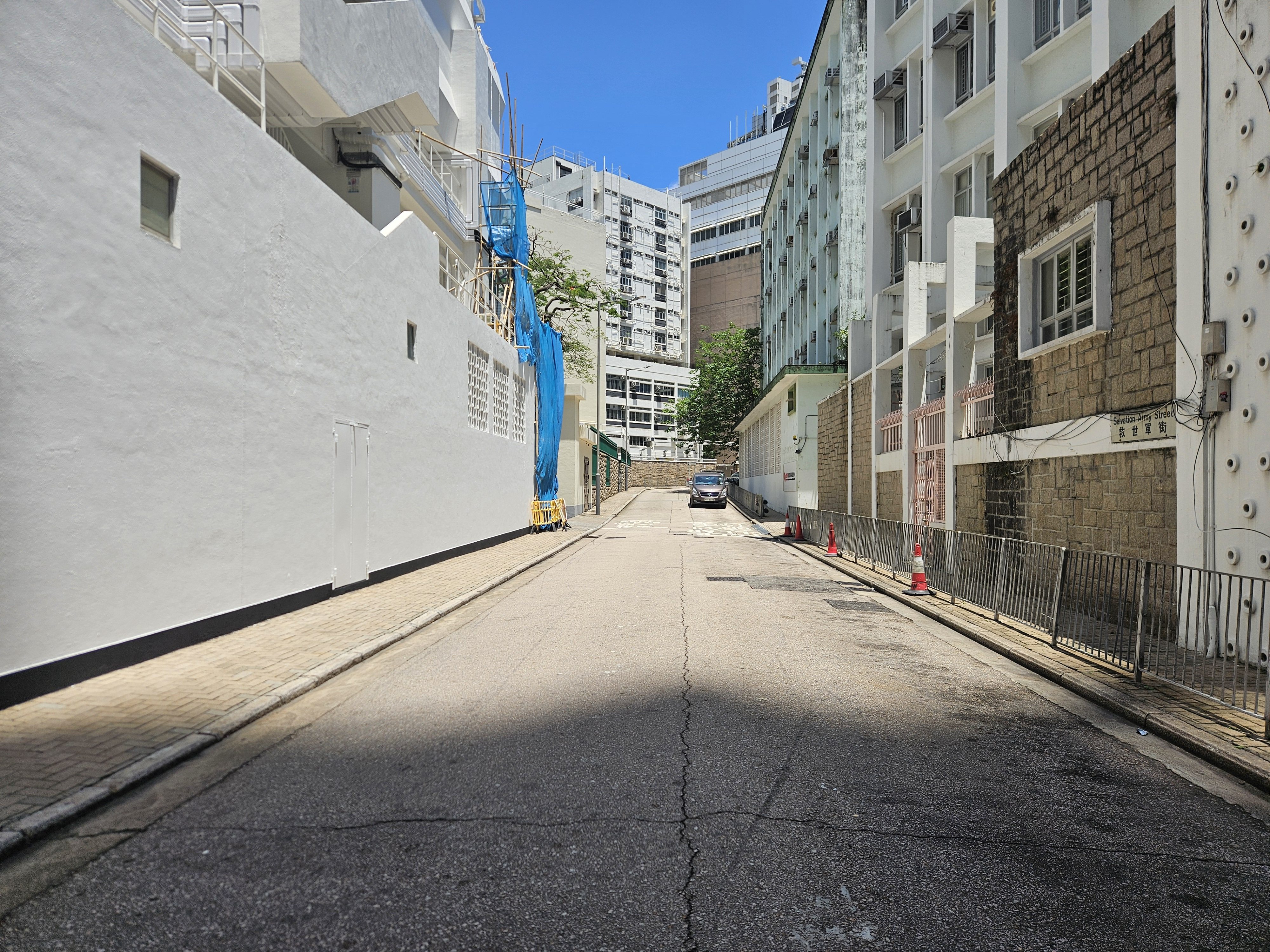
位於灣仔的救世軍街
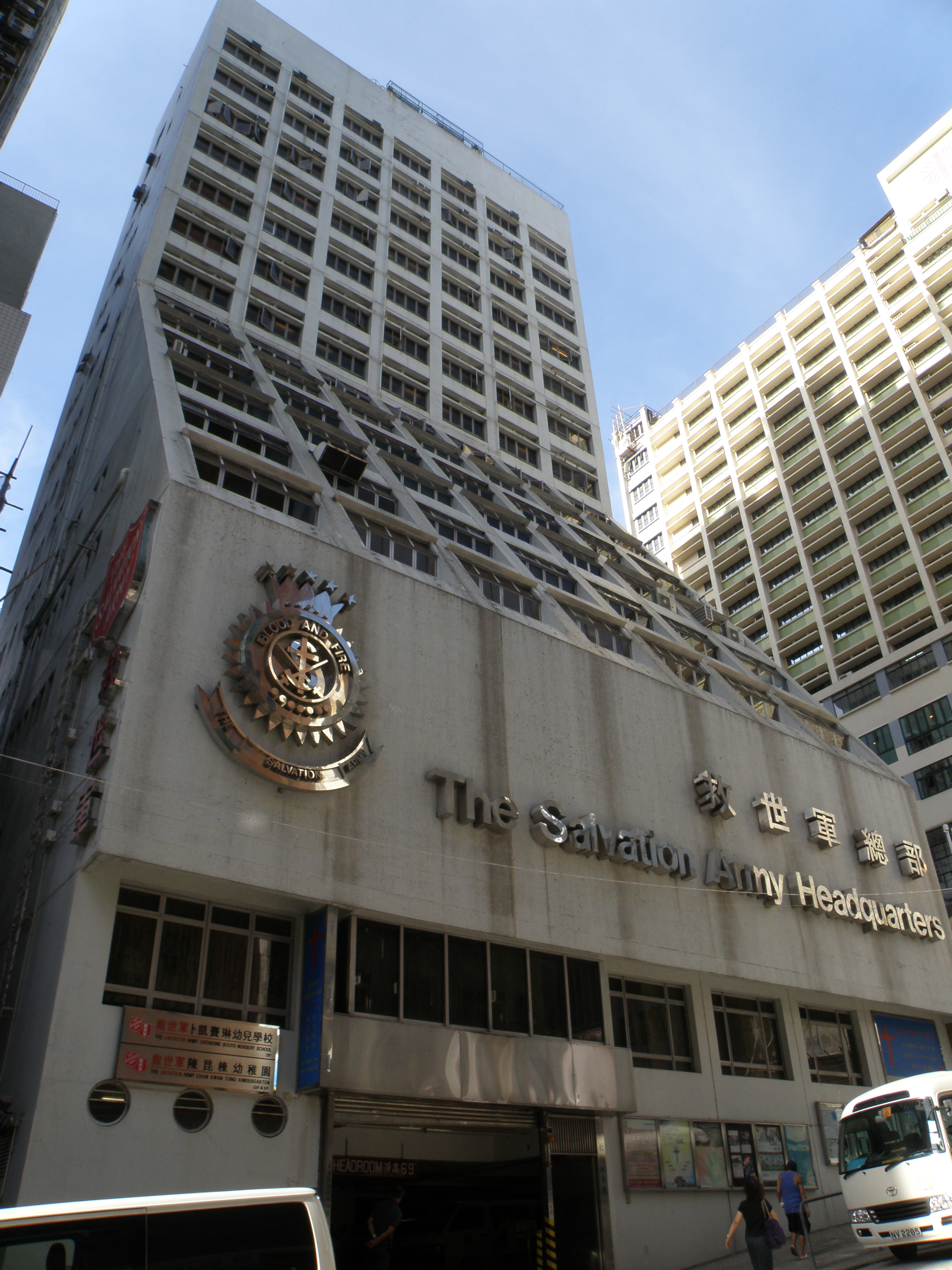
港澳救世軍總部
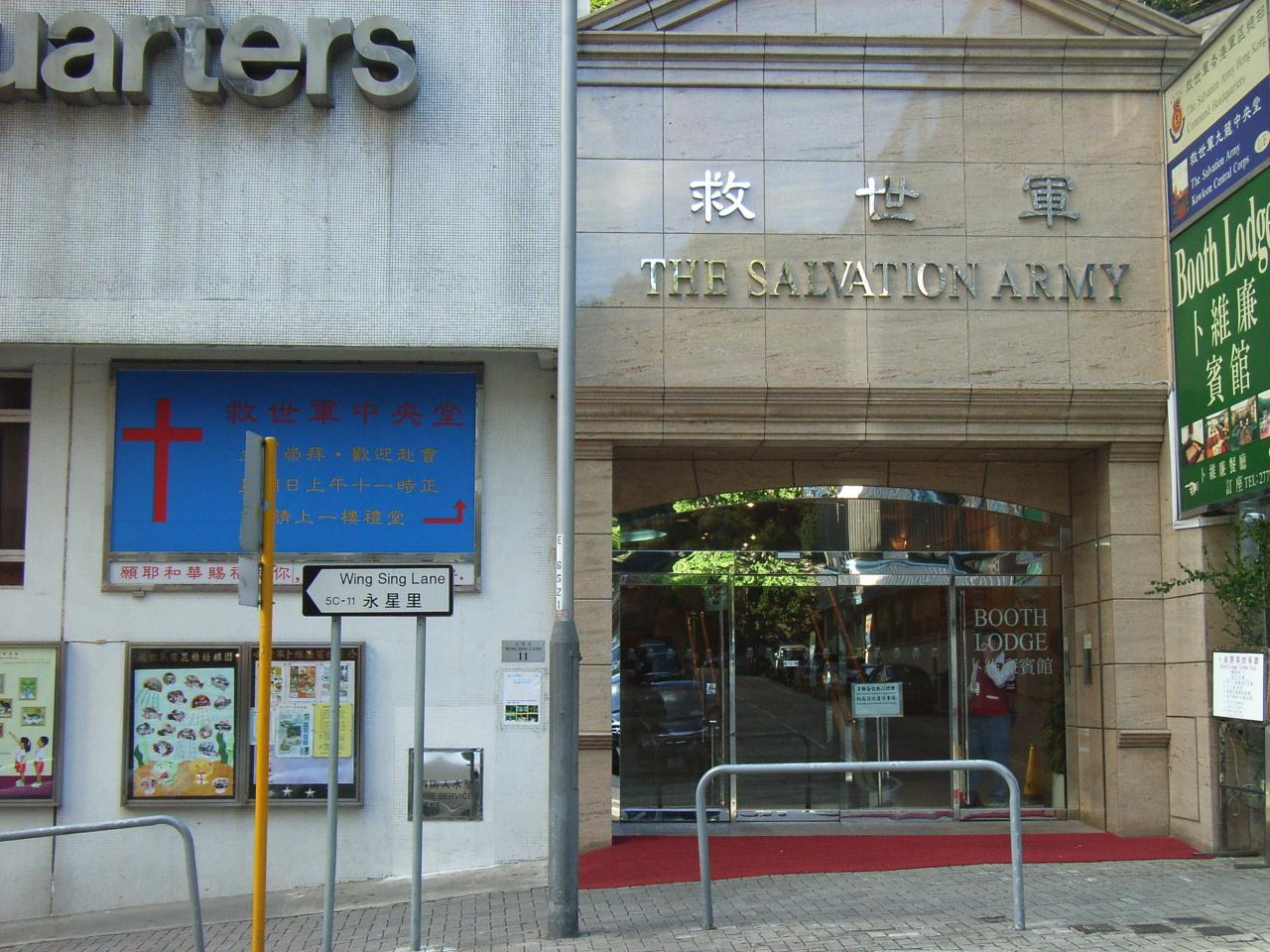
救世軍九龍中央堂（教堂）

## 顧問委員會

香港救世軍標誌

| - 李國寶博士，大紫荊勳賢，GBS，OBE，JP （主席） - 歐訓權先生 - 布簡瓊女士，JP - 許宗盛先生，GBS，MH，JP - 郭梁潔芹女士 - 林貝聿嘉博士，GBS，OBE，JP - 林培鈞醫生 - 林穎志女士 - 李頌熹先生，BBS，JP - 李民橋先生，BBS，JP - 張仁良教授，SBS，JP 救世軍代表 - 麥腓力准將 地域總指揮 - 麥彭黛麗准將 地域婦女事工會長 - 陳徐香凝少校 地域秘書長 - 龐格倫少校 內閣業務行政部長 |

## 支部

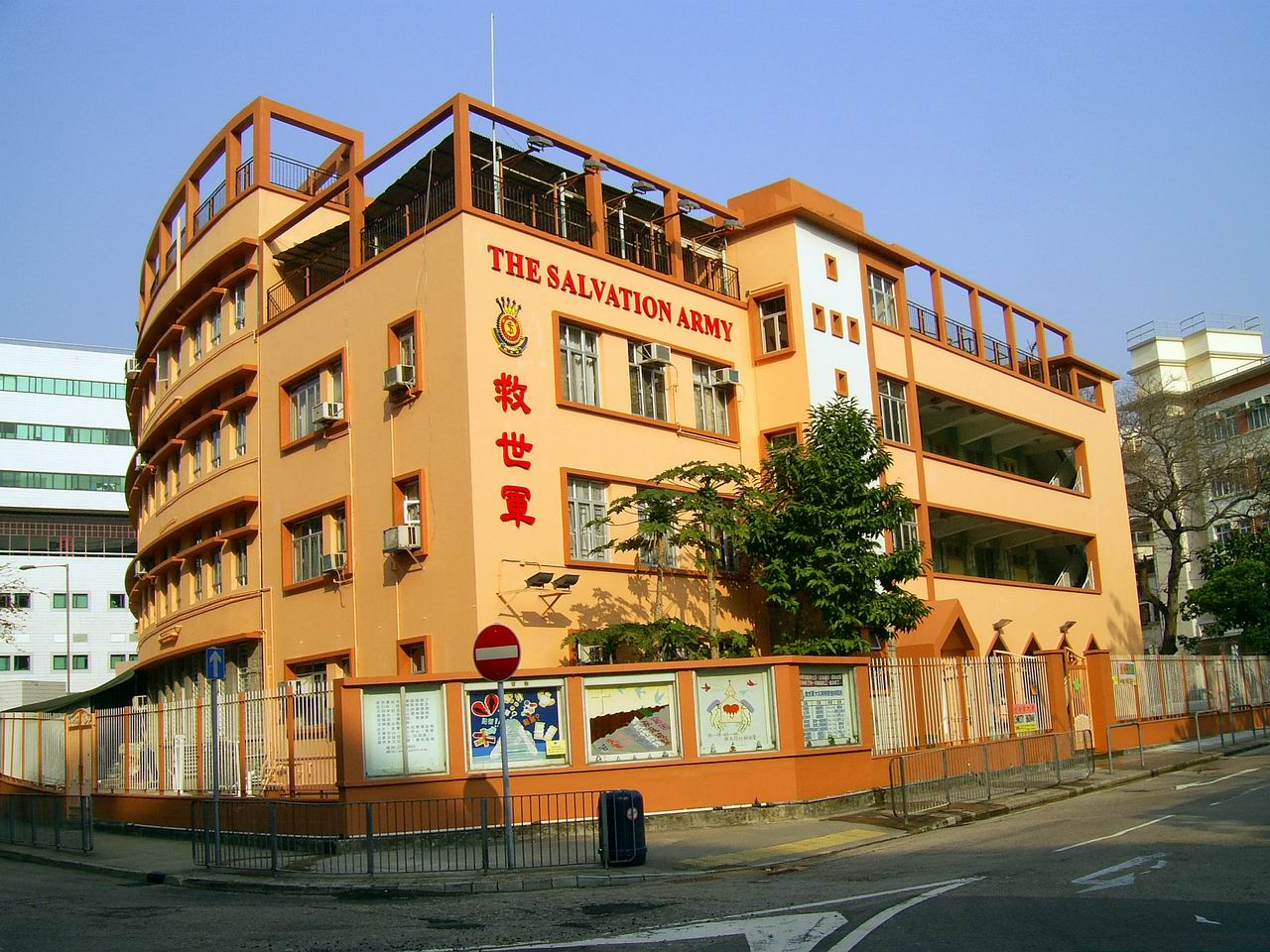
救世軍大坑東隊

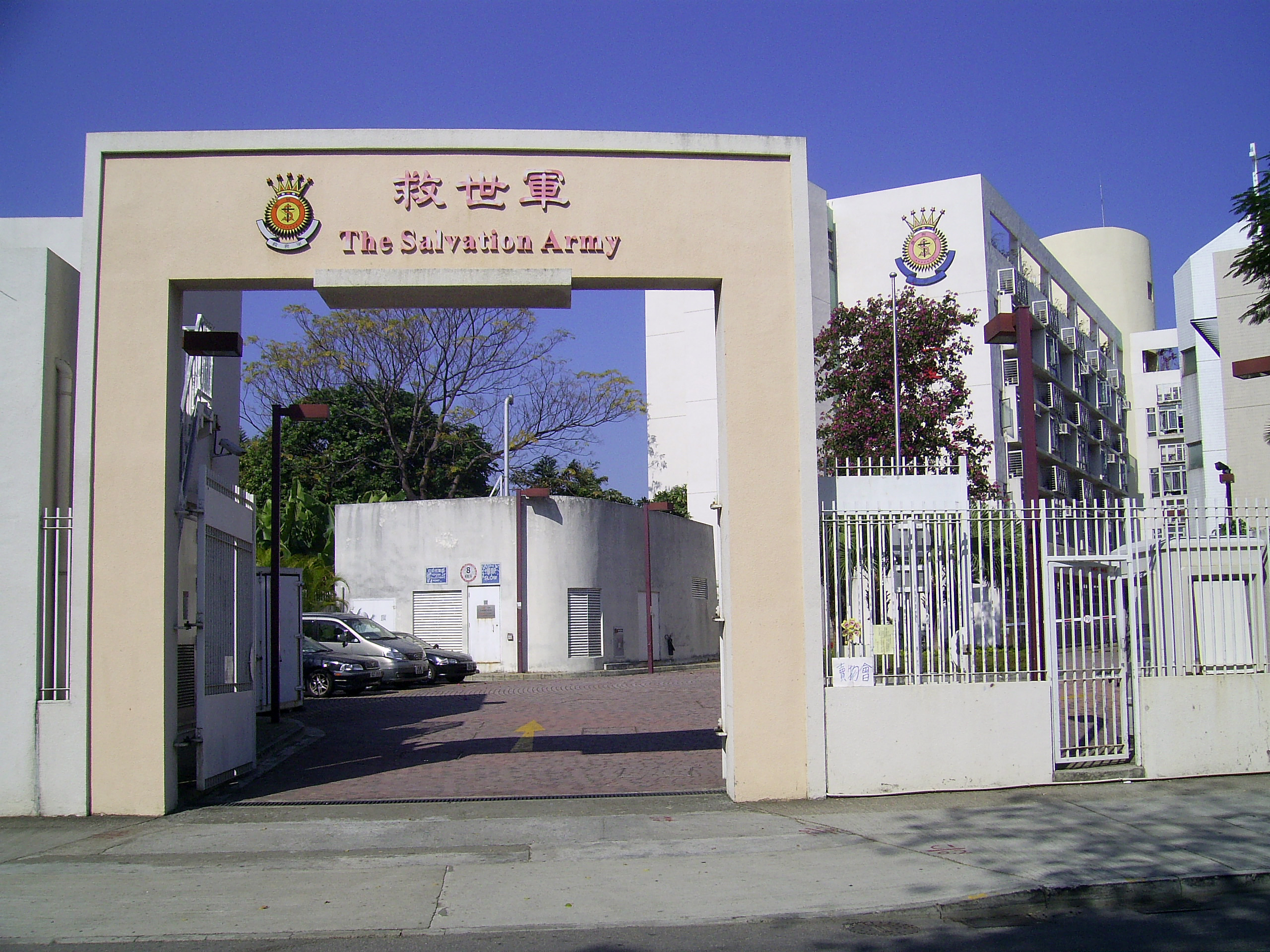
救世軍錦田隊

在救世军港澳地域之下，共有十七部隊及一個分隊：
香港救世軍｜救世軍港澳地域 （页面存档备份，存于）
1. 美樂隊 （页面存档备份，存于） - 地址：屯門蝴蝶邨蝶影樓地下115-118號　電話：2467 1151　傳真:3103 8774
2. 港島東隊 （页面存档备份，存于） - 地址：香港柴灣盛泰路100號　電話：2897 9408　傳真:2896 7763
3. 英語隊 （页面存档备份，存于） - 地址：香港灣仔活道31號2樓　電話：2893 0081　傳真：2388 6513
4. 錦田隊 （页面存档备份，存于） - 地址：新界錦田大馬路 103 號　電話：2473 4488　傳真：2443 1412
5. 九龍中央堂 （页面存档备份，存于） - 地址：九龍油麻地永星里11號一樓　電話：2771 2555　傳真：2771 3270
6. 九龍城隊 （页面存档备份，存于） - 地址：九龍土瓜灣九龍城道137-145號新城中心A座一樓　電話：2711 8691　傳真：2711 8641
7. 東九龍隊 （页面存档备份，存于） - 地址：九龍油塘中心嘉發商場一樓A室　電話：2775 1987　傳真：3669 8781
8. 皇后山分隊 - 地址：粉嶺皇后山龍峻路2號　電話：3151 0399
9. 西九龍隊 - 地址：九龍深水埗蘇屋邨彩雀樓地下　電話：2343 6762
10. 沙田隊 （页面存档备份，存于） - 地址：新界沙田博康邨救世軍田家炳小學內　電話：2646 3301　傳真：3020 9584
11. 東涌隊 （页面存档备份，存于） - 地址：大嶼山東涌逸東邨救世軍林拔中紀念學校109室　電話：3156 2588　傳真：3156 2644
12. 大坑東隊 （页面存档备份，存于） - 地址：九龍大坑東龍珠街1號地下　電話：2776 9866　傳真：2776 9166
13. 大埔隊 （页面存档备份，存于） - 地址：新界大埔翠和里5號麗和閣地下G舖　電話：2661 8083　傳真：2661 8037
14. 荃葵隊 （页面存档备份，存于） - 地址：新界荃灣大窩口邨富強樓二樓233-241室　電話：2614 2437　傳真：2614 2437
15. 灣仔隊 （页面存档备份，存于） - 地址：灣仔活道31號地下　電話：2834 0915　傳真：2834 0915
16. 卜維廉隊 （页面存档备份，存于） - 地址：九龍慈雲山毓華街100號救世軍卜維廉中學內　電話：2326 6888　傳真：2326 0074
17. 將軍澳隊 - 地址：將軍澳常寧路2號厚德邨TKO Gateway 西翼地下KG01 號舖　電話：2706 6063　傳真：2706 6063
18. 祐漢堂（澳門） （页面存档备份，存于） - 地址：澳門順景廣場 79 號海景園地下 AC 舖　電話：（853）2843 0483　傳真：（853）2842 5367

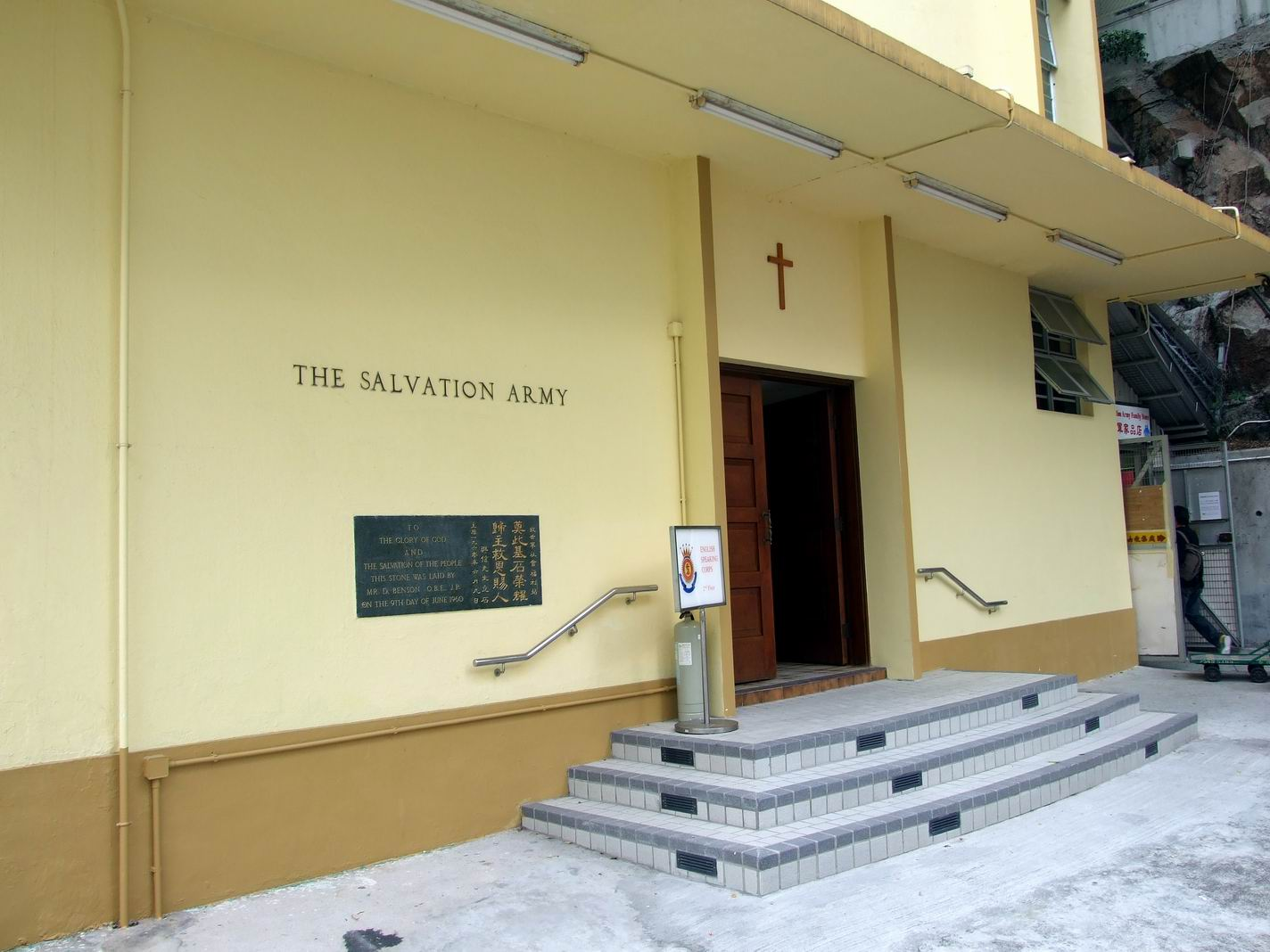
救世軍灣仔隊
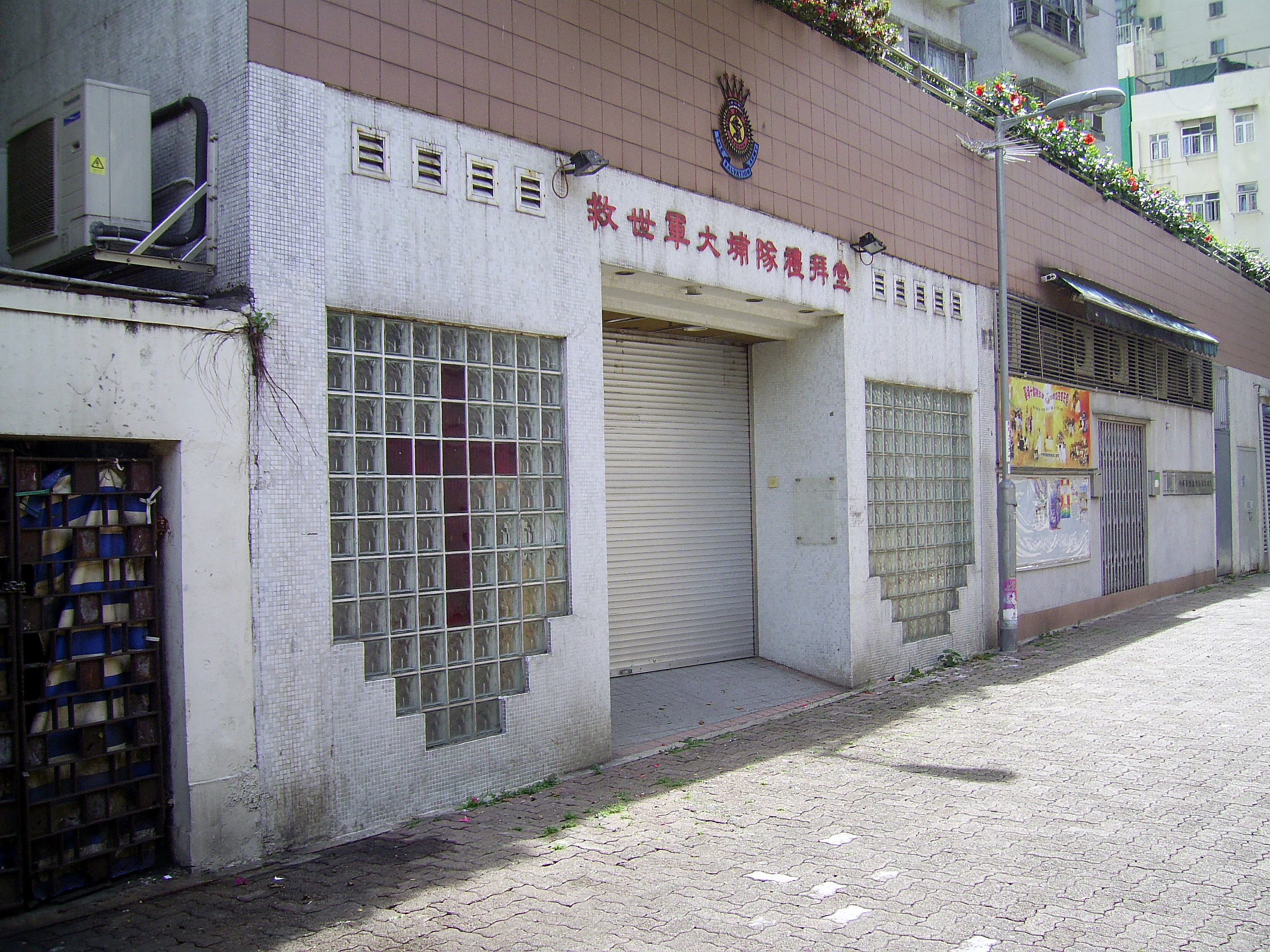
救世軍大埔隊
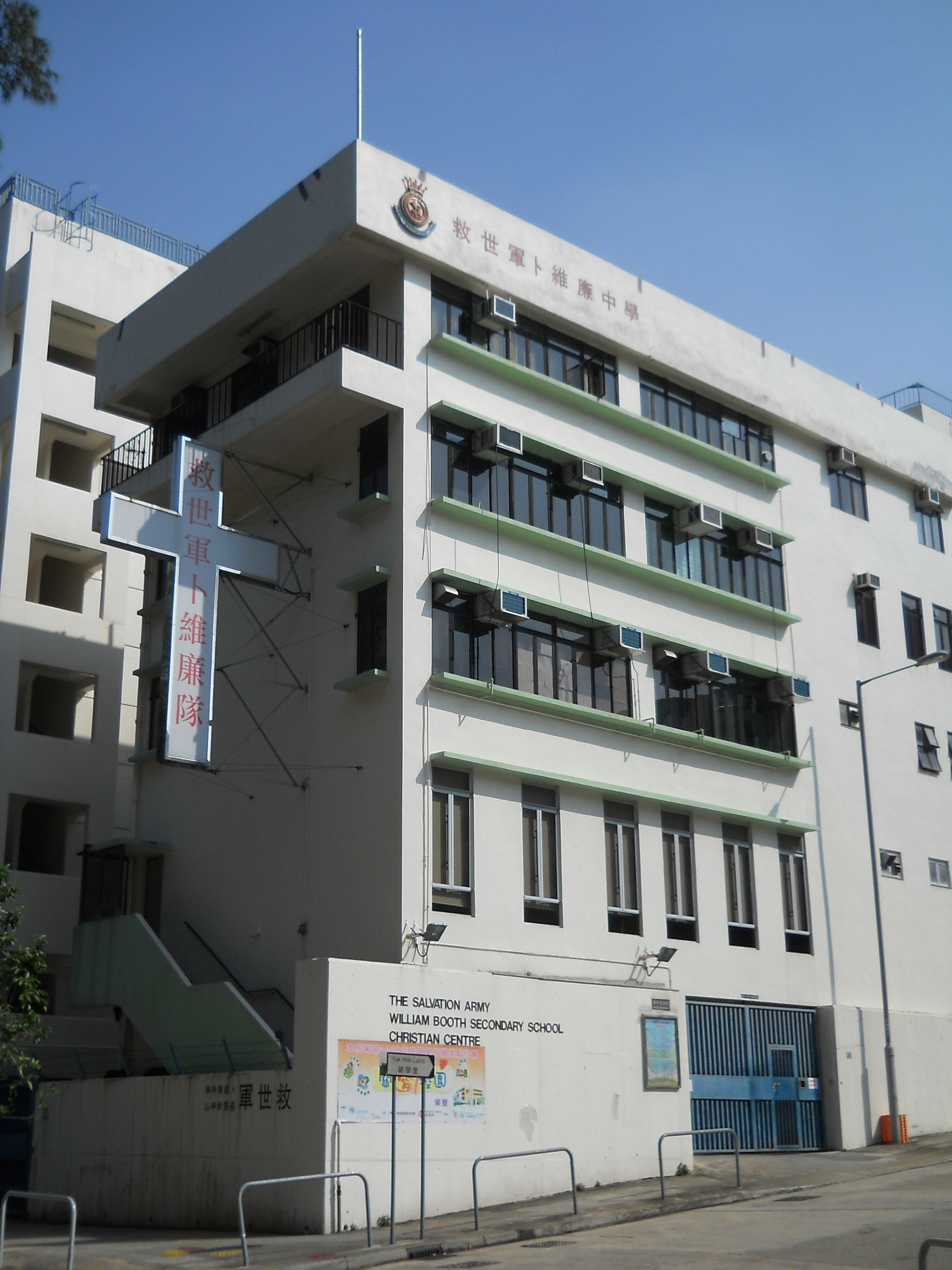
救世軍卜維廉隊

## 服務
救世軍港澳地域現時在香港、澳門及中國共有超過120個服務單位。服務範疇包括：

### 教育服務
中學

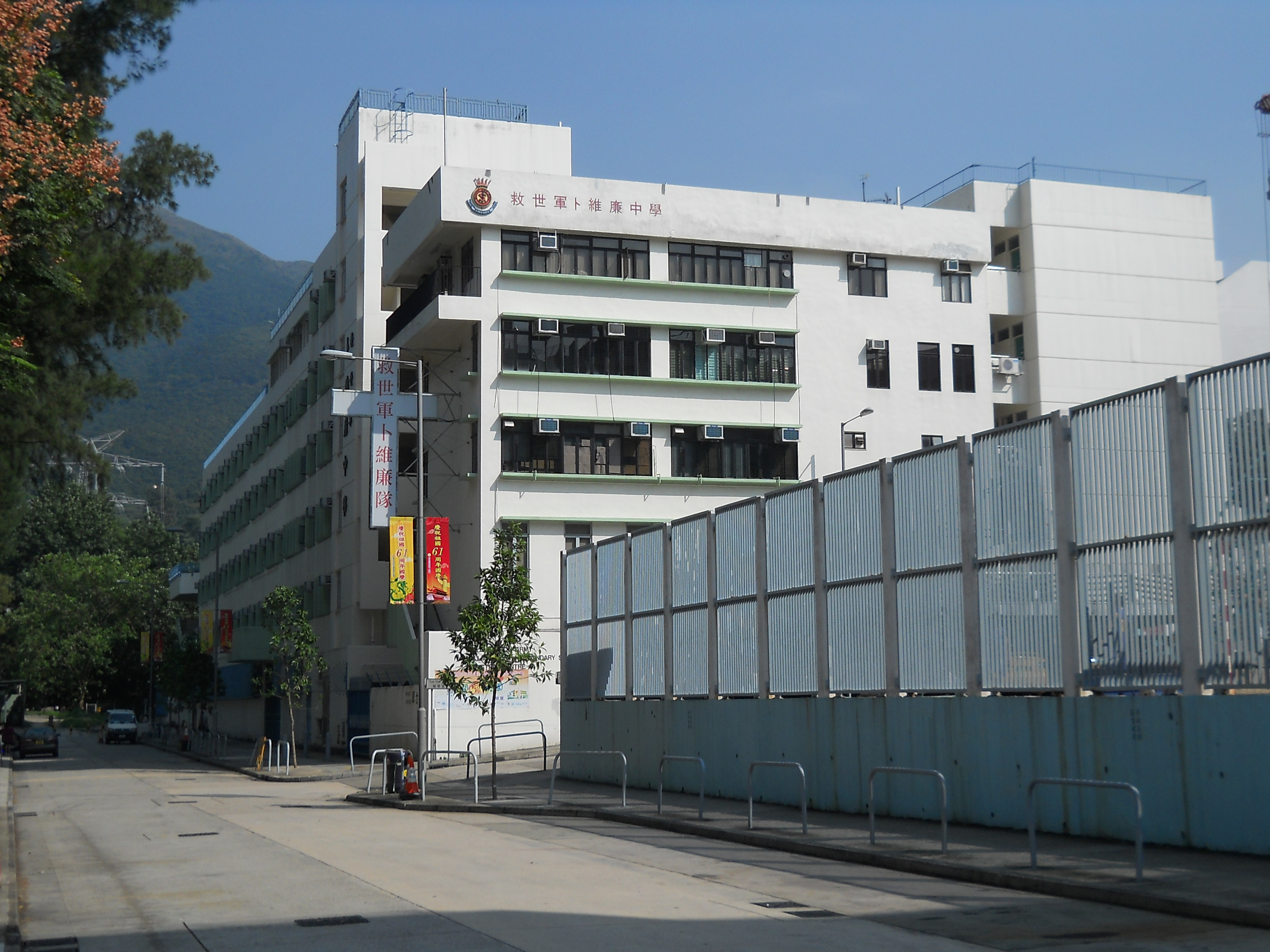
救世軍卜維廉中學

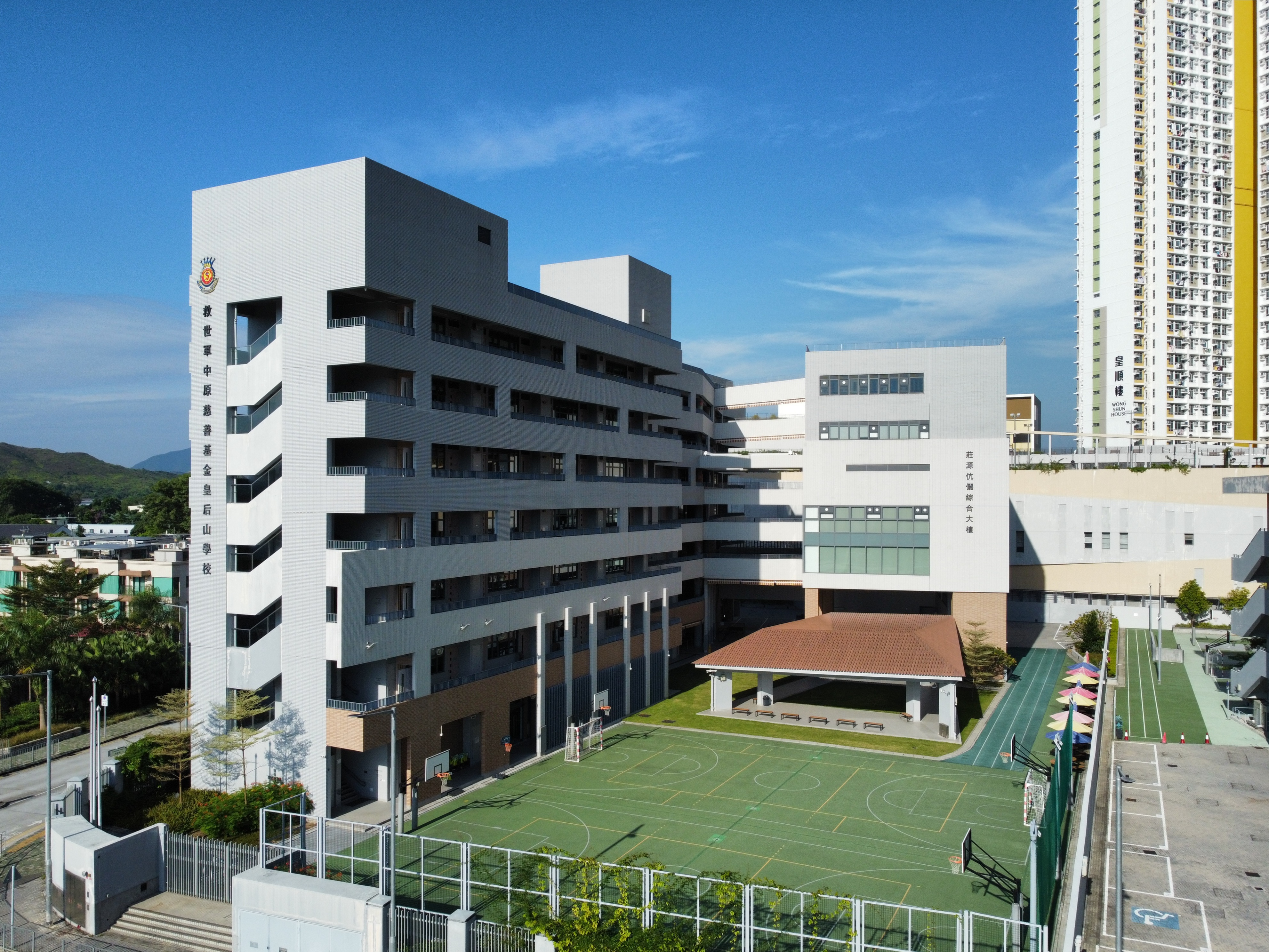
救世軍中原慈善基金皇后山學校

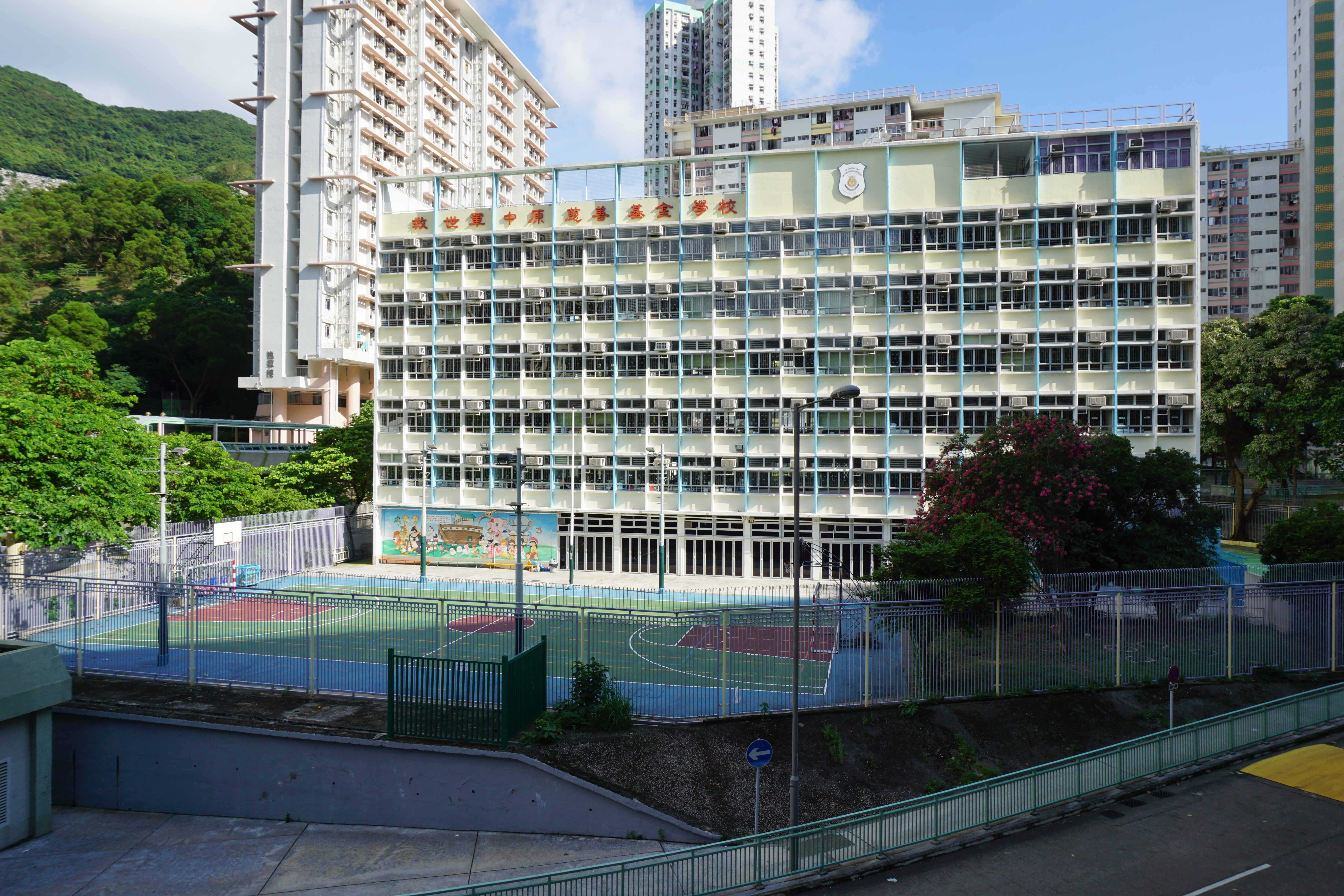
救世軍中原慈善基金學校

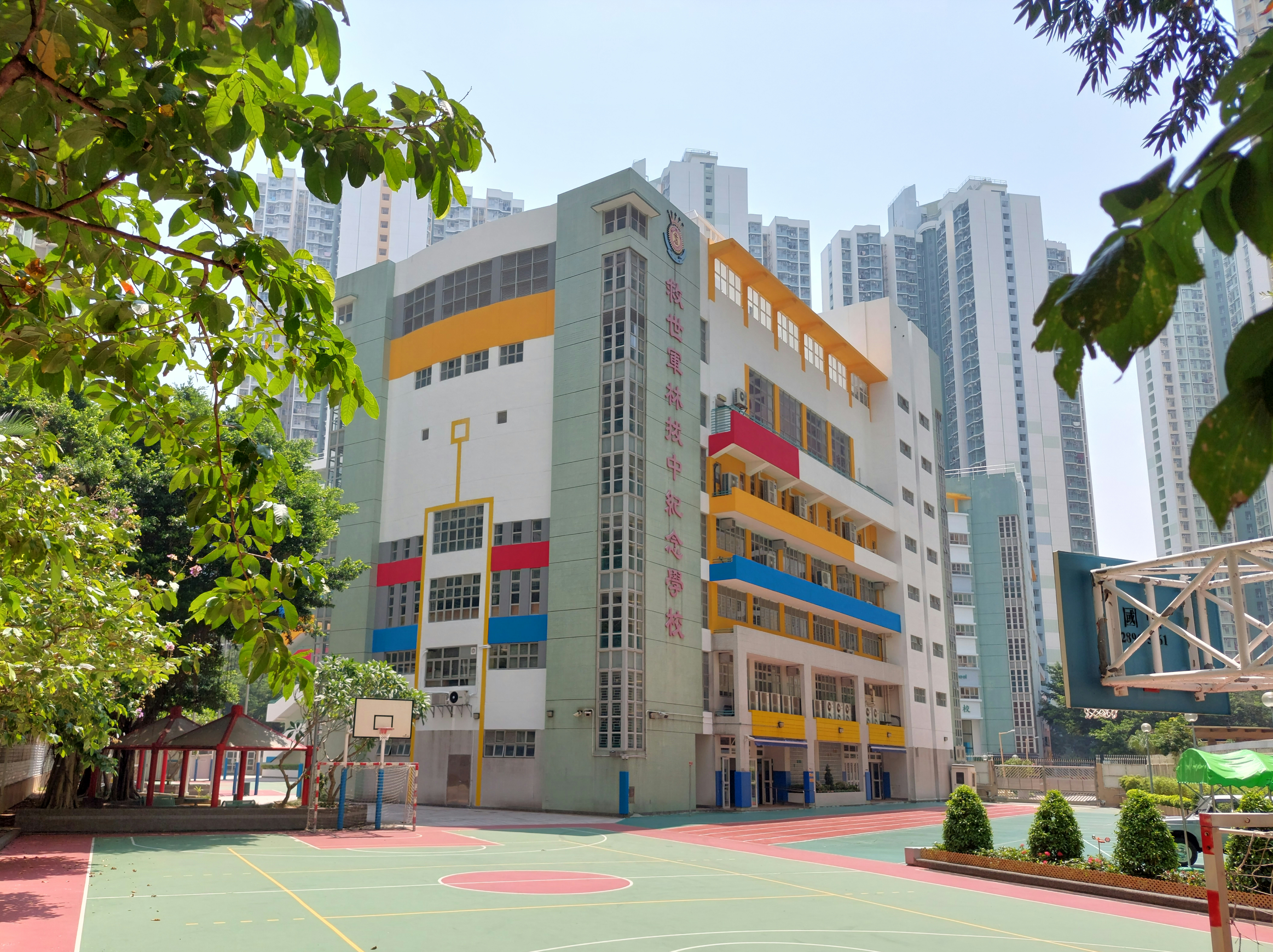
救世軍林拔中紀念學校

位於慈雲山的救世軍卜維廉中學是香港救世軍之第一間亦是唯一一間的中學。
小學
香港救世軍主辦的小學包括：
- 救世軍韋理夫人紀念學校（前名為「光慈學校」）
- 救世軍中原慈善基金學校
- 救世軍田家炳學校
- 救世軍林拔中紀念學校
- 救世軍中原慈善基金皇后山學校

特殊學校
前名為「救世軍荔景學校」，於1989年遷至上水，並易名救世軍石湖學校，是一所專為輕度智障學童而設的學校。
學前教育服務
- 育嬰園：接收初生至兩歲嬰兒，兩歲後可直升救世軍幼兒園。救世軍屬下育嬰園包括北角育嬰園及白田育嬰園。
- 幼兒園：救世軍屬下幼兒園包括華富幼兒園、北角幼兒園、海富幼兒園、卜凱賽琳幼兒園、荔枝角幼兒園、樂民幼兒園、白田幼兒園、明德幼兒園、禾輋幼兒園、乙明幼兒園、梨木樹幼兒園、大窩口幼兒園、荃灣幼兒園、三聖幼兒園、大元幼兒園、天平幼兒園及錦田幼兒園。
- 幼稚園：救世軍屬下幼稚園包括救世軍田家炳幼稚園、救世軍富強幼稚園、救世軍吳國偉紀念幼稚園、救世軍平田幼稚園、救世軍陳昆棟幼稚園、救世軍慶恩幼稚園及救世軍中原慈善基金幼稚園。

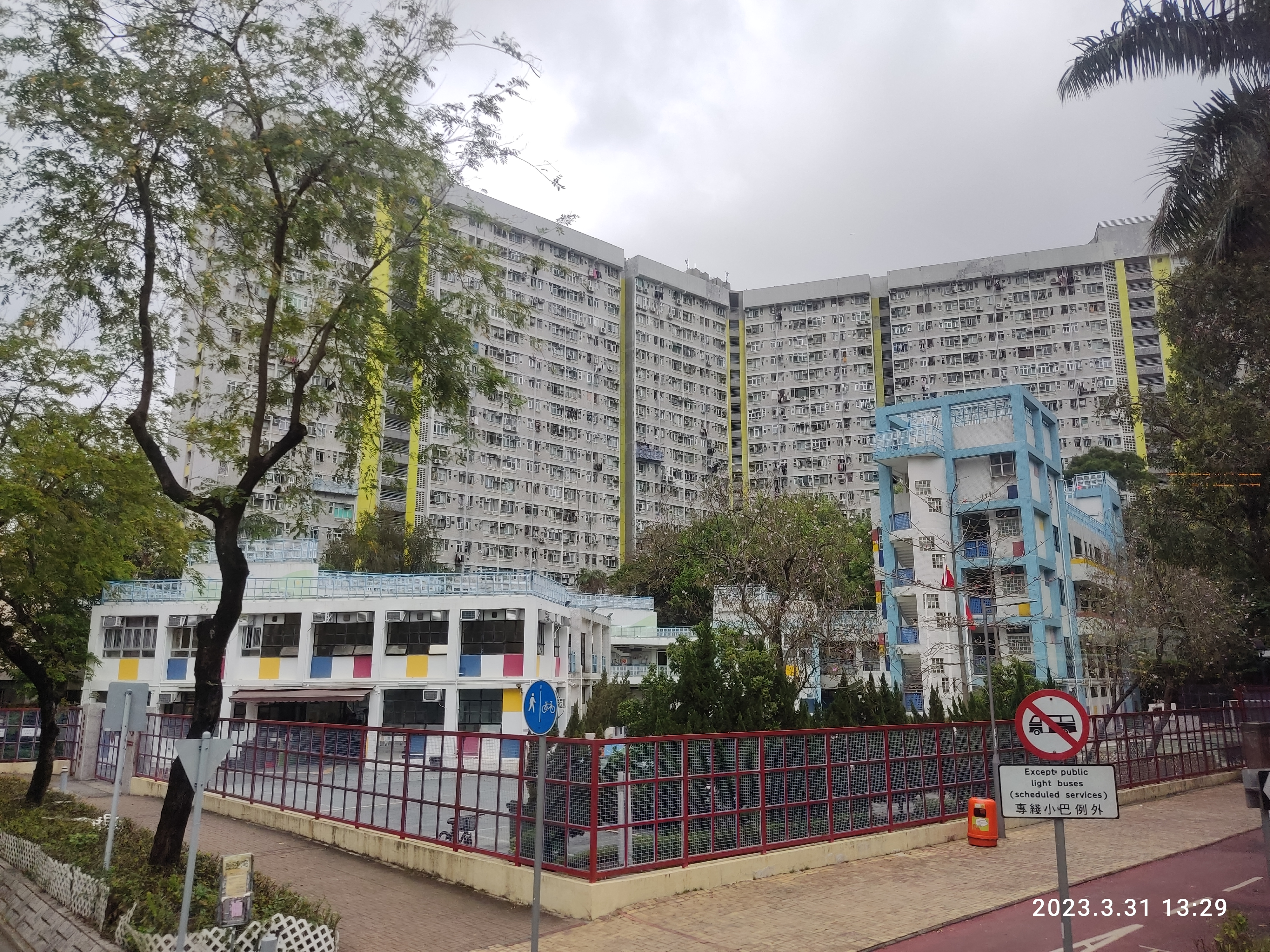
救世軍石湖學校
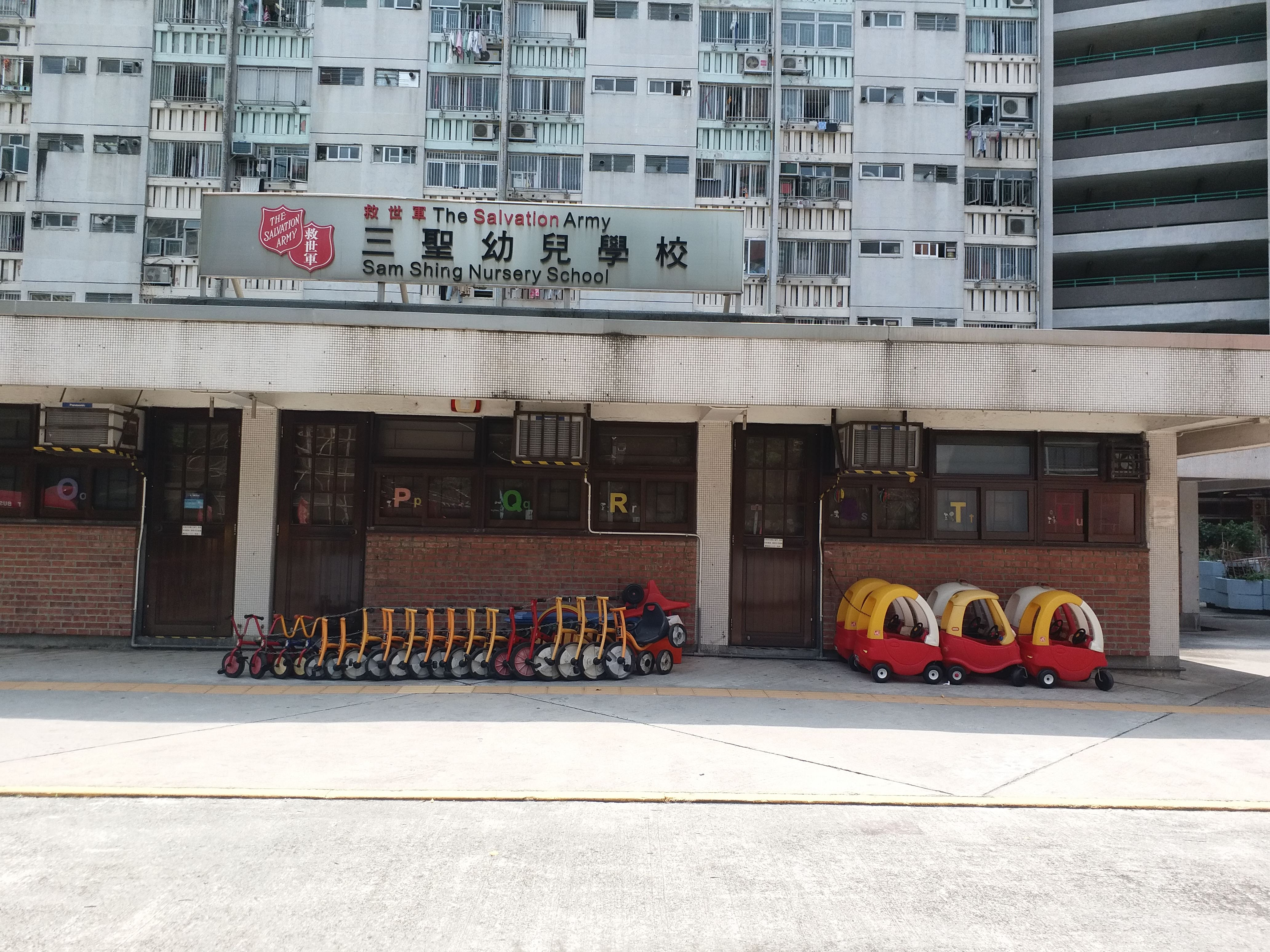
救世軍三聖幼兒園
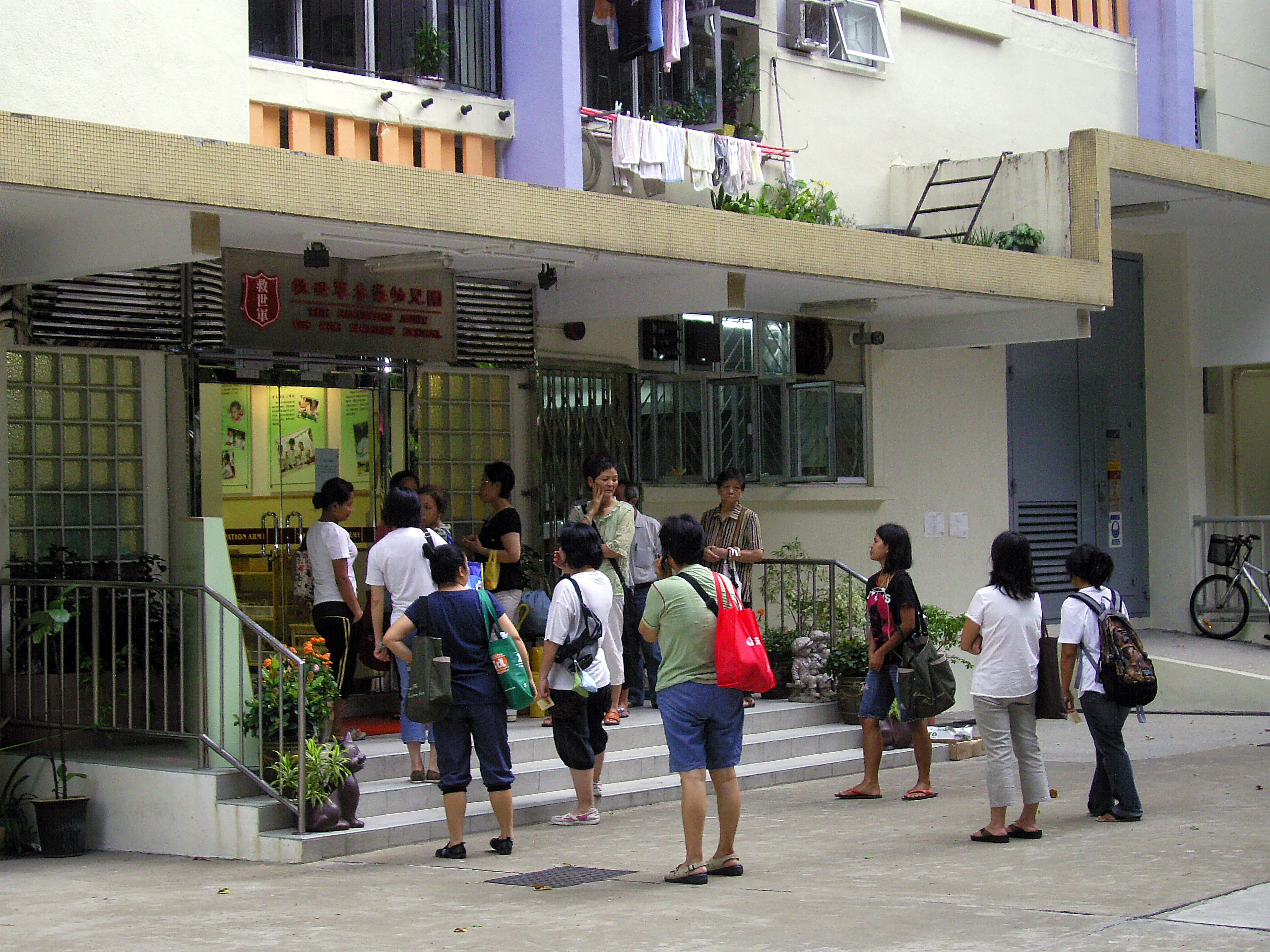
救世軍禾輋幼兒園
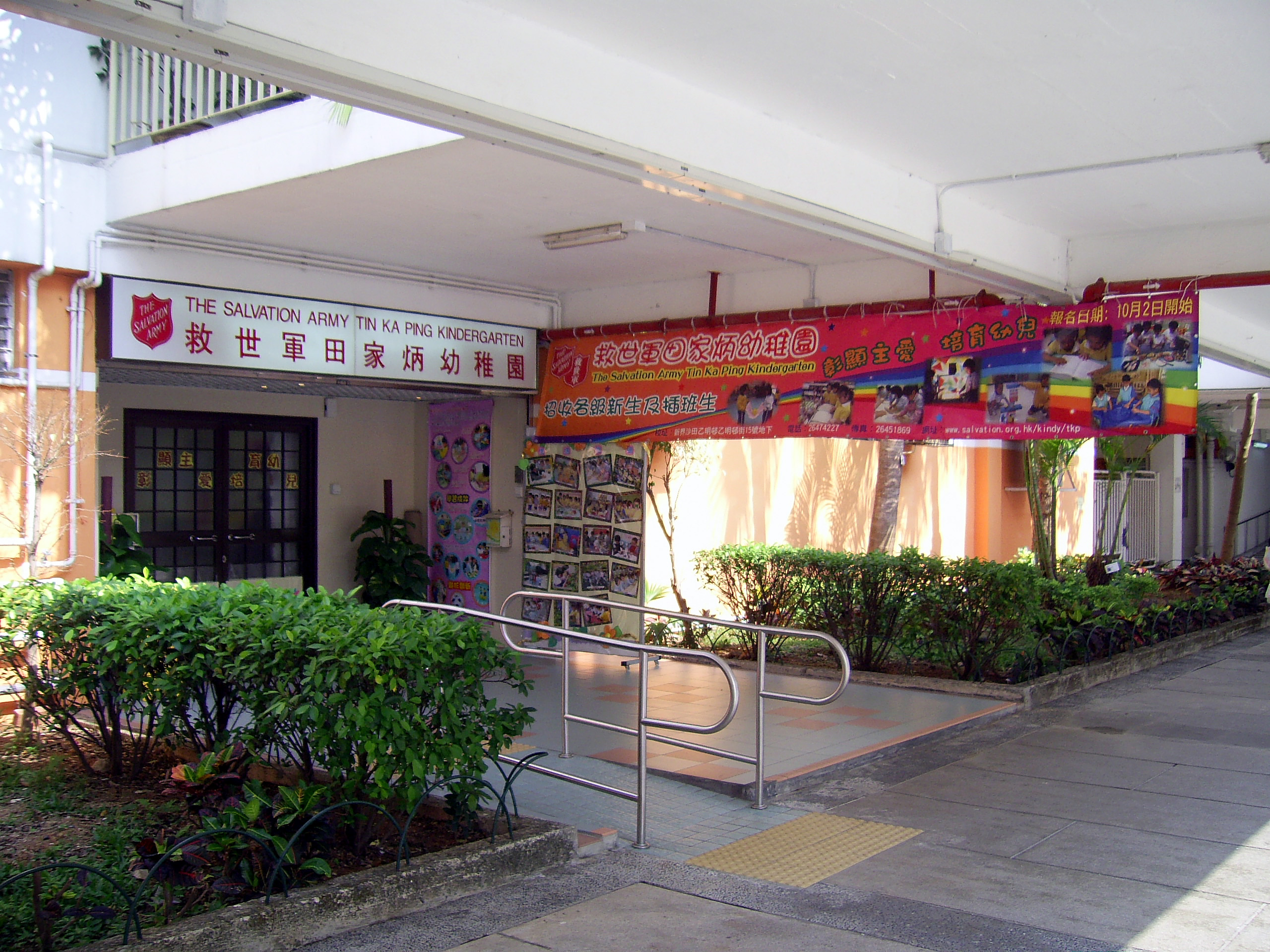
救世軍田家炳幼稚園

### 社會服務

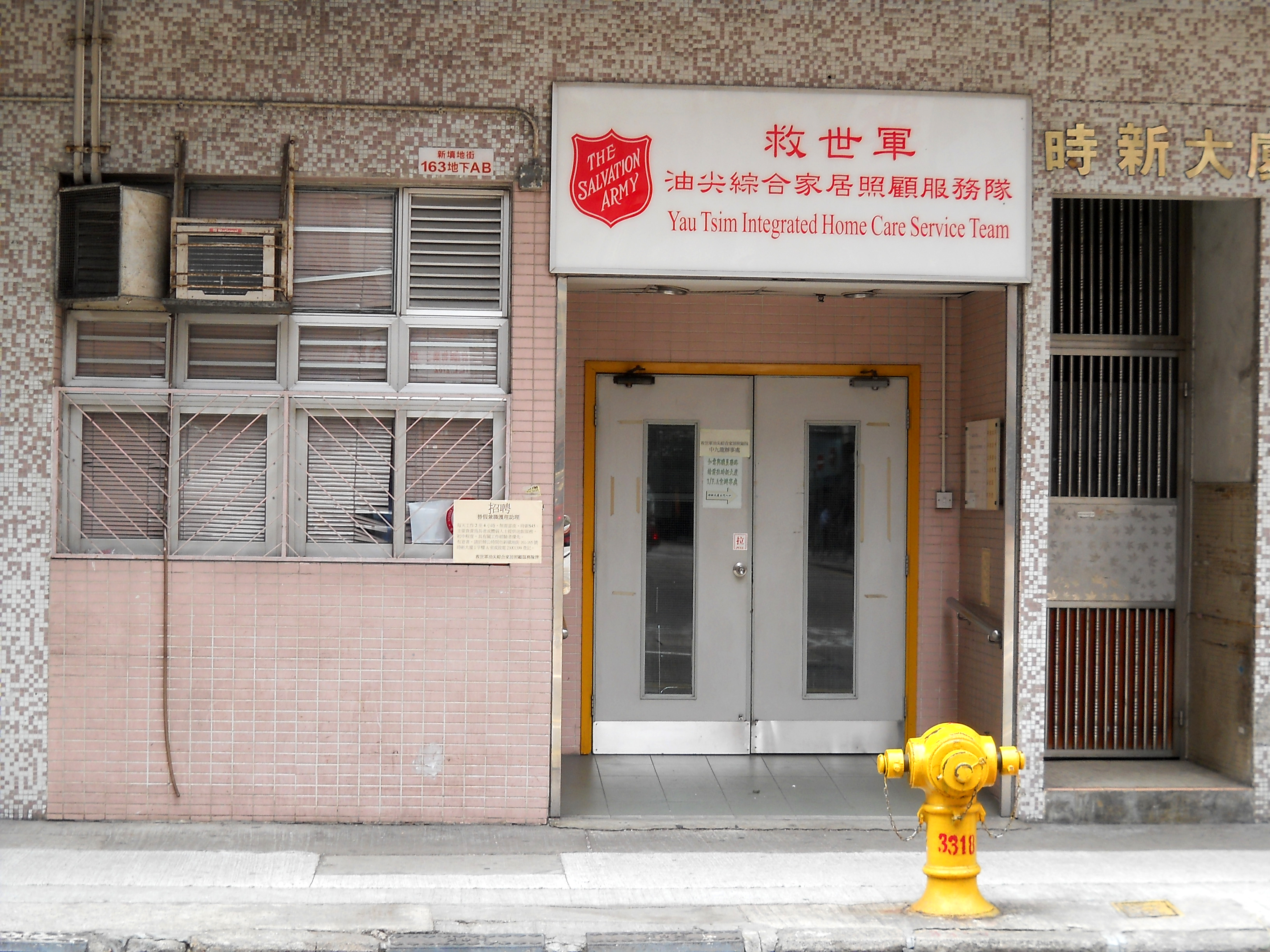
油尖綜合家居照顧服務隊（中九龍辦事處）

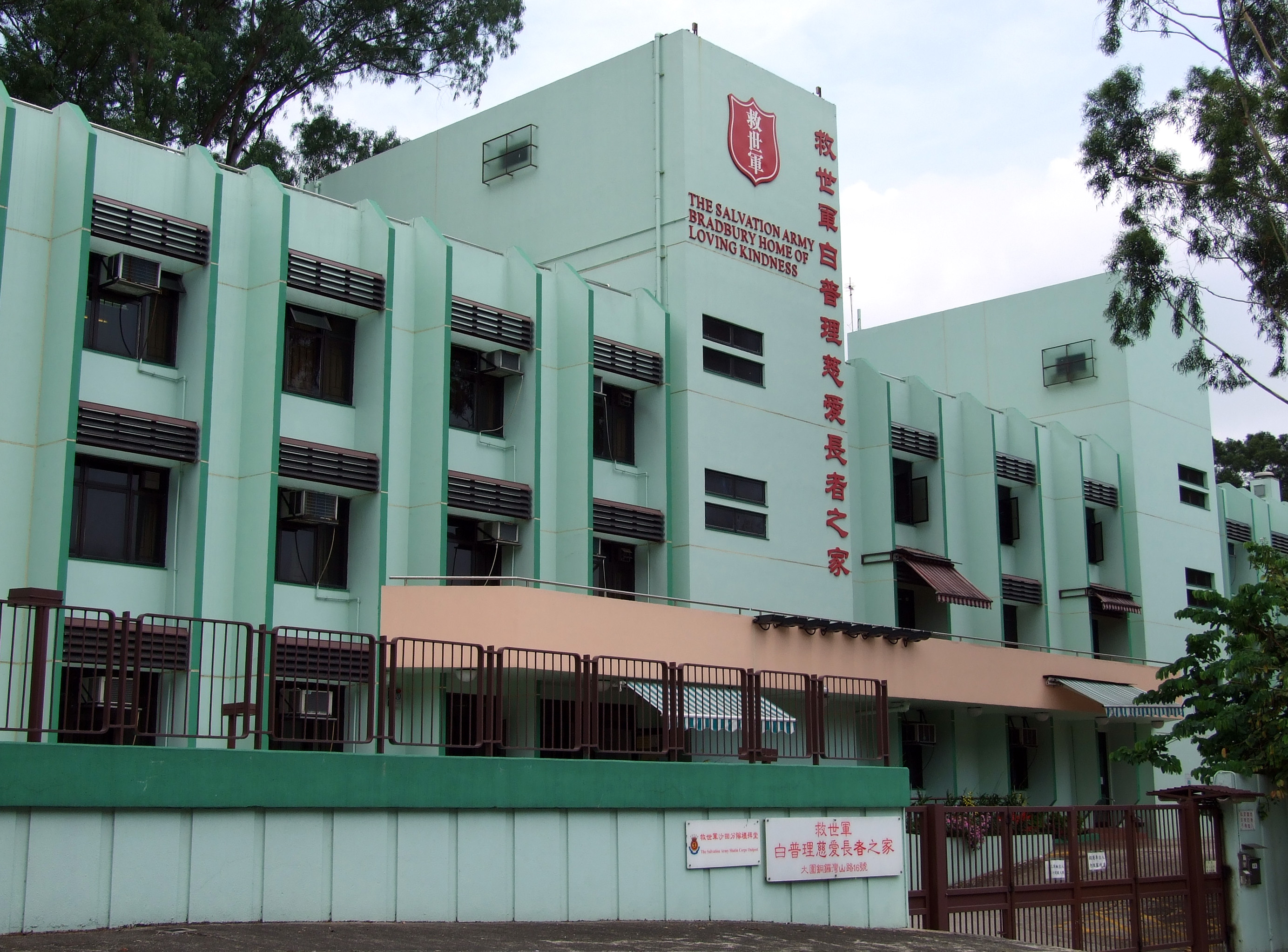
白普理慈愛長者之家

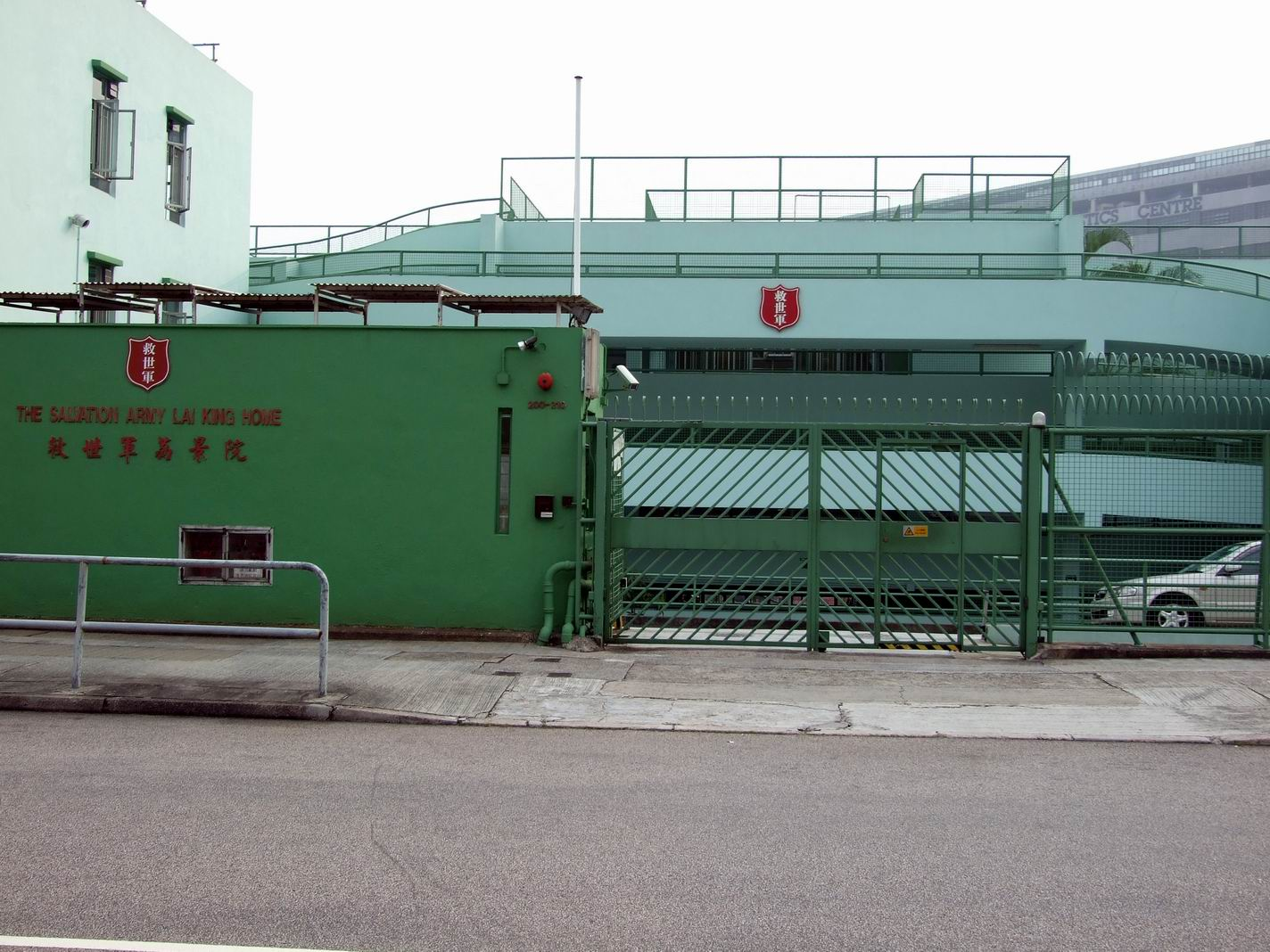
荔景院

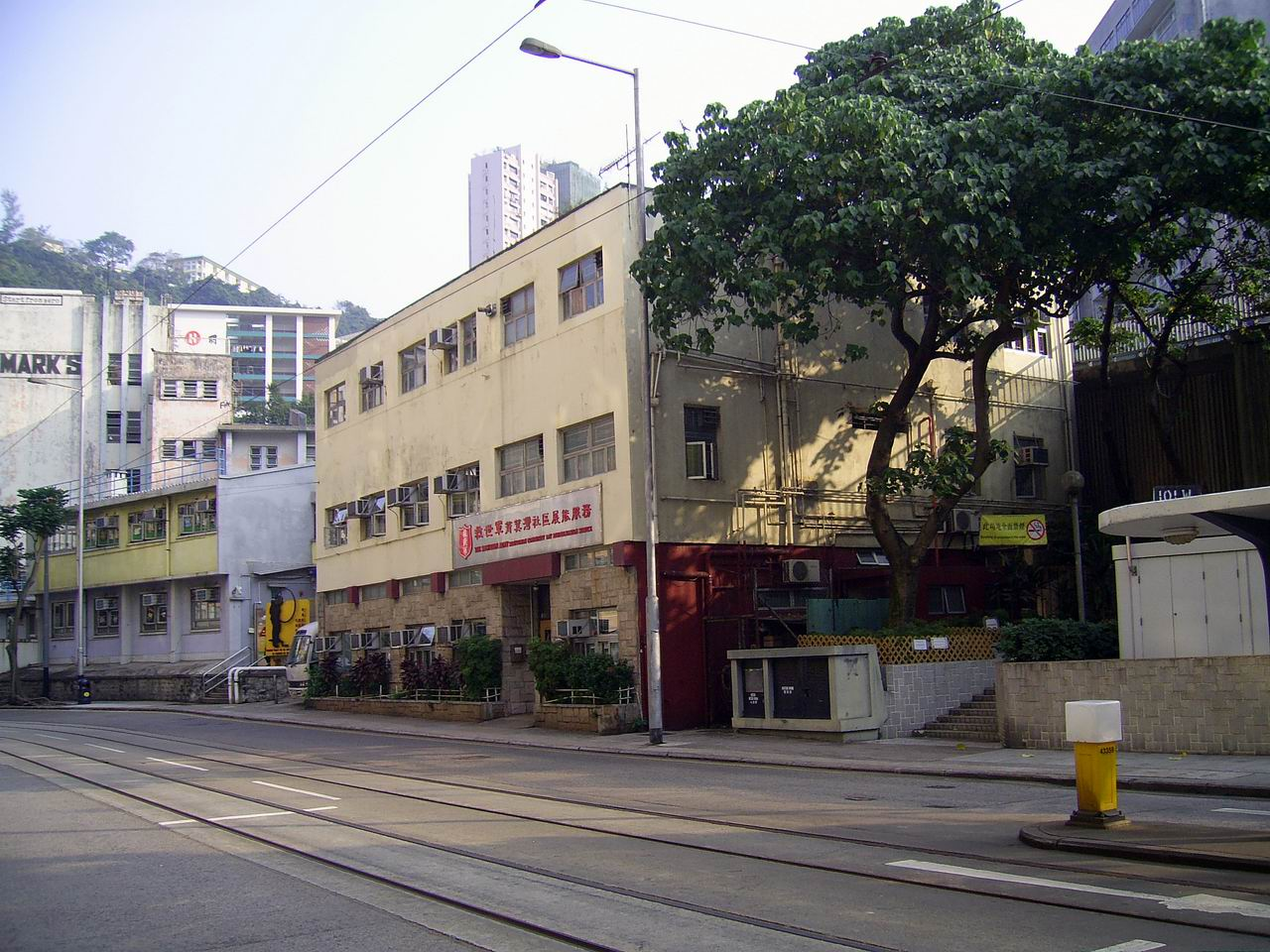
筲箕灣社區展能服務

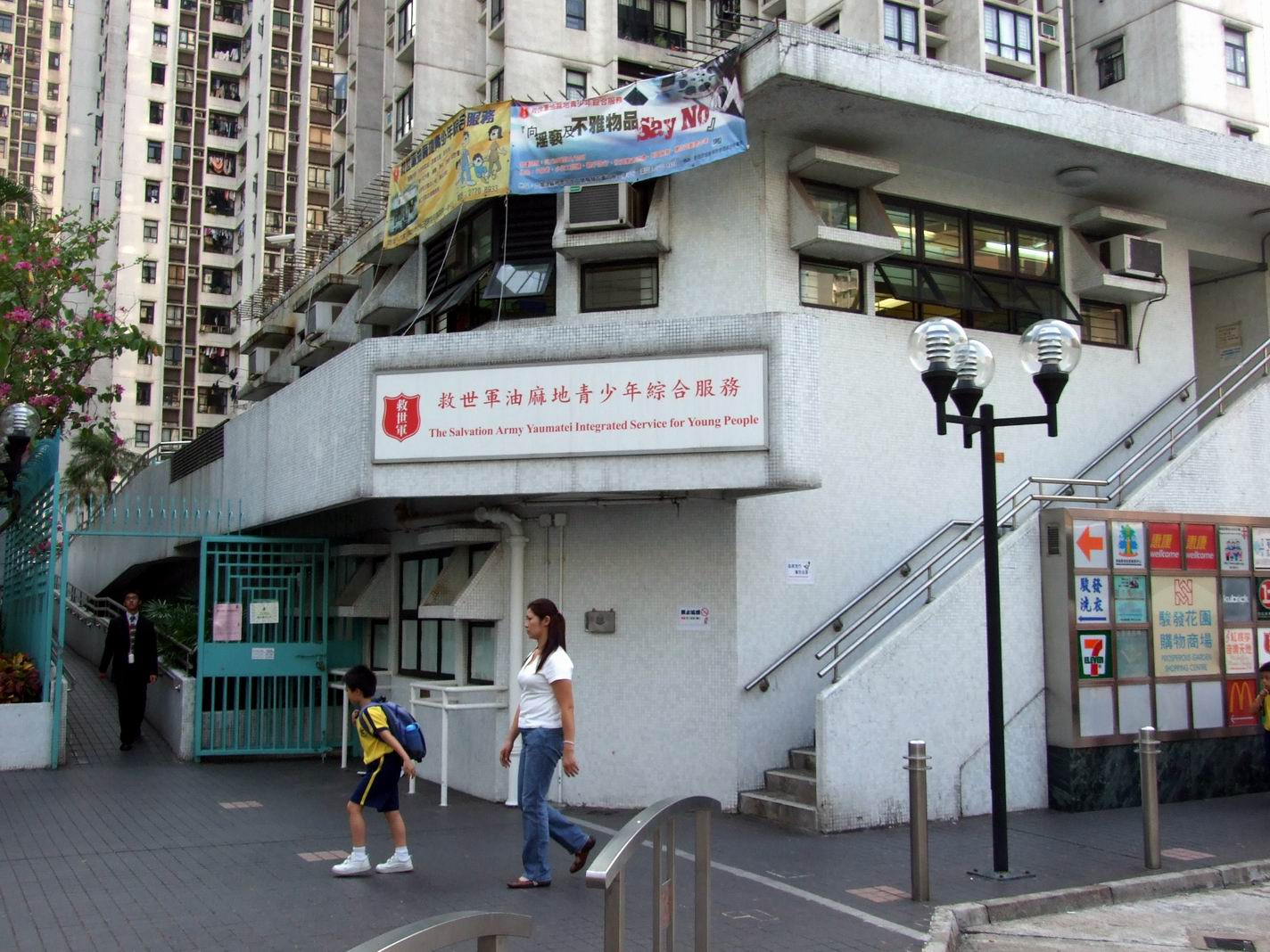
油麻地青少年綜合服務

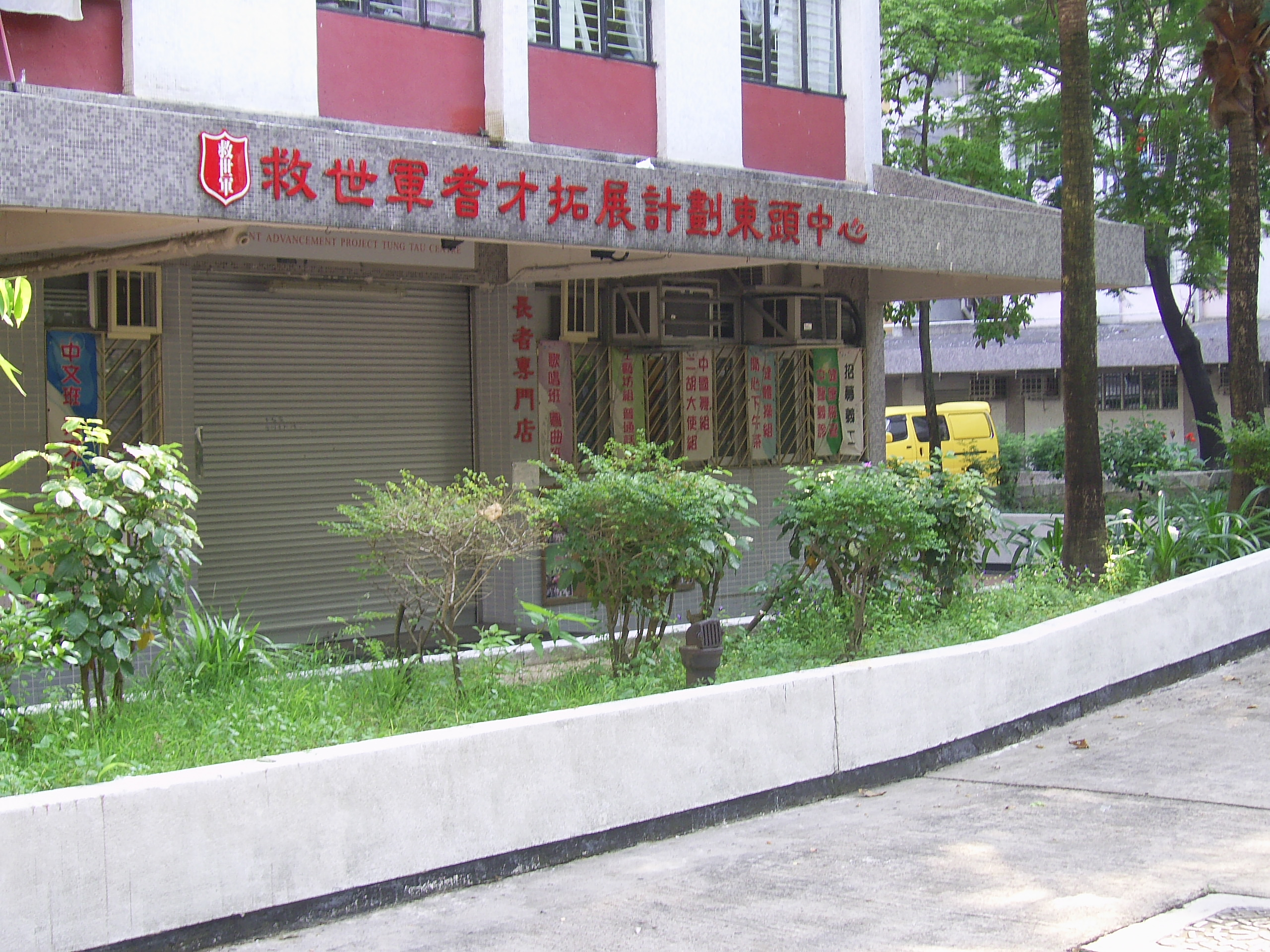
耆才拓展計劃東頭中心

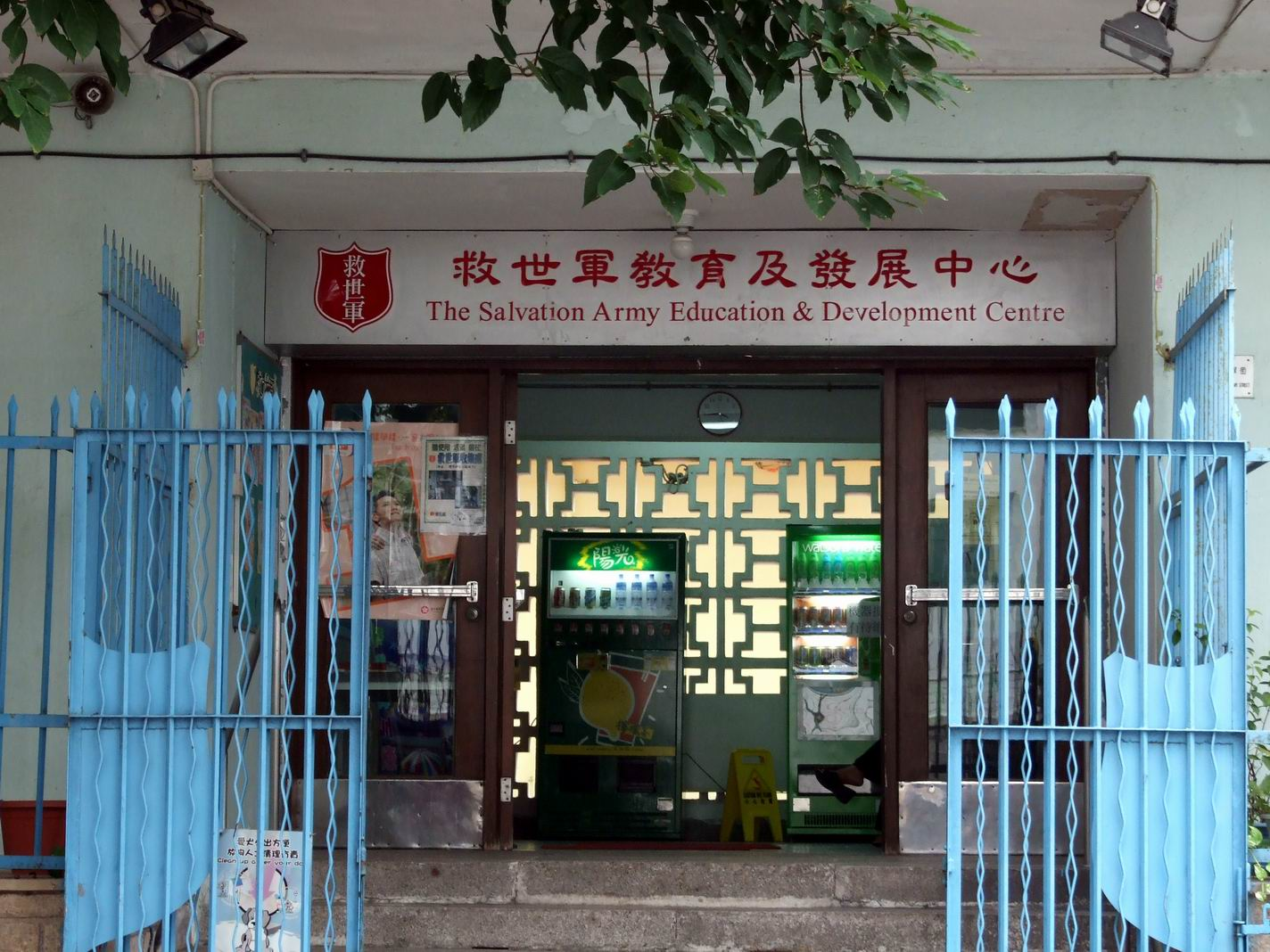
灣仔教育及發展中心

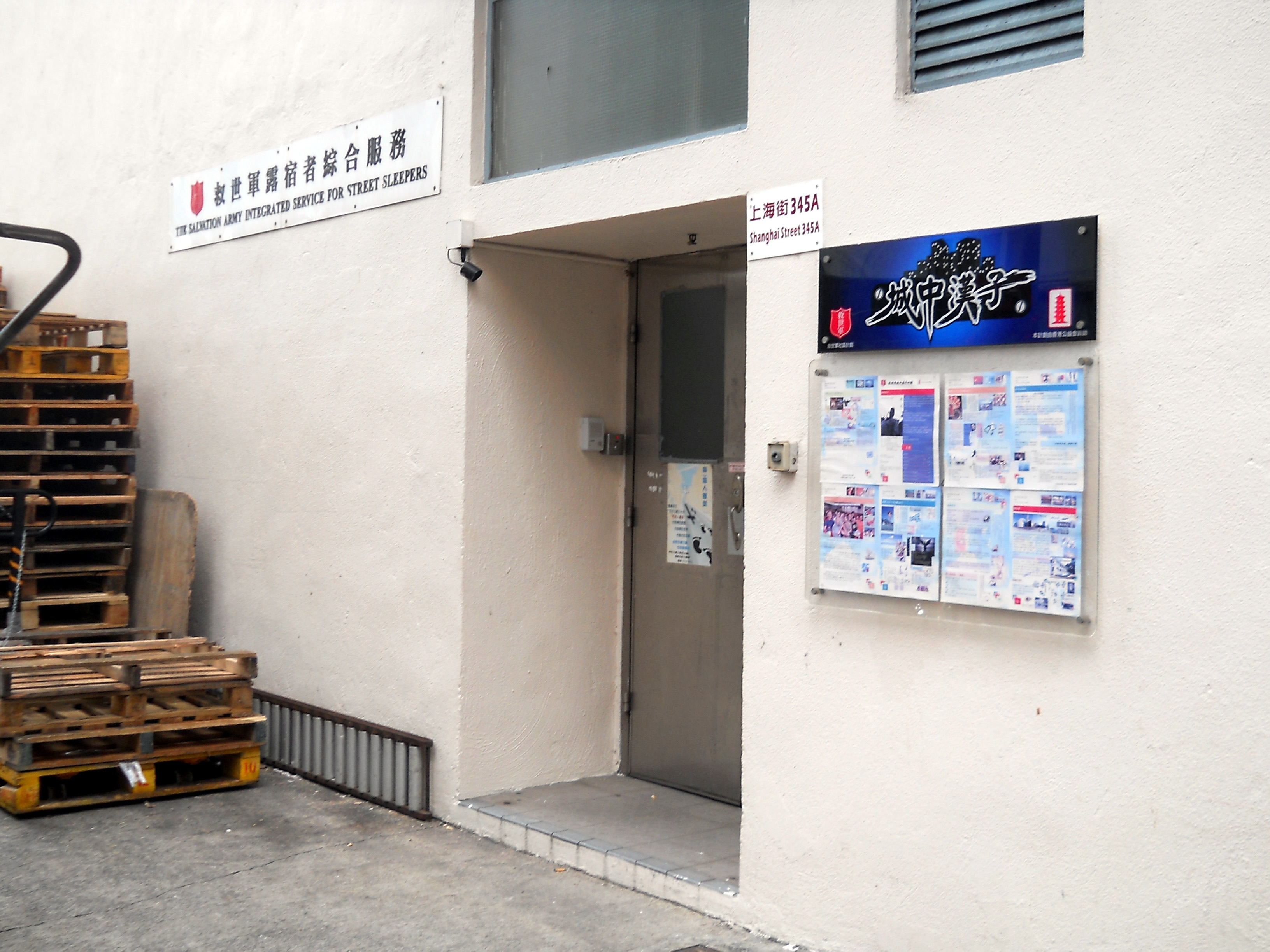
露宿者綜合服務

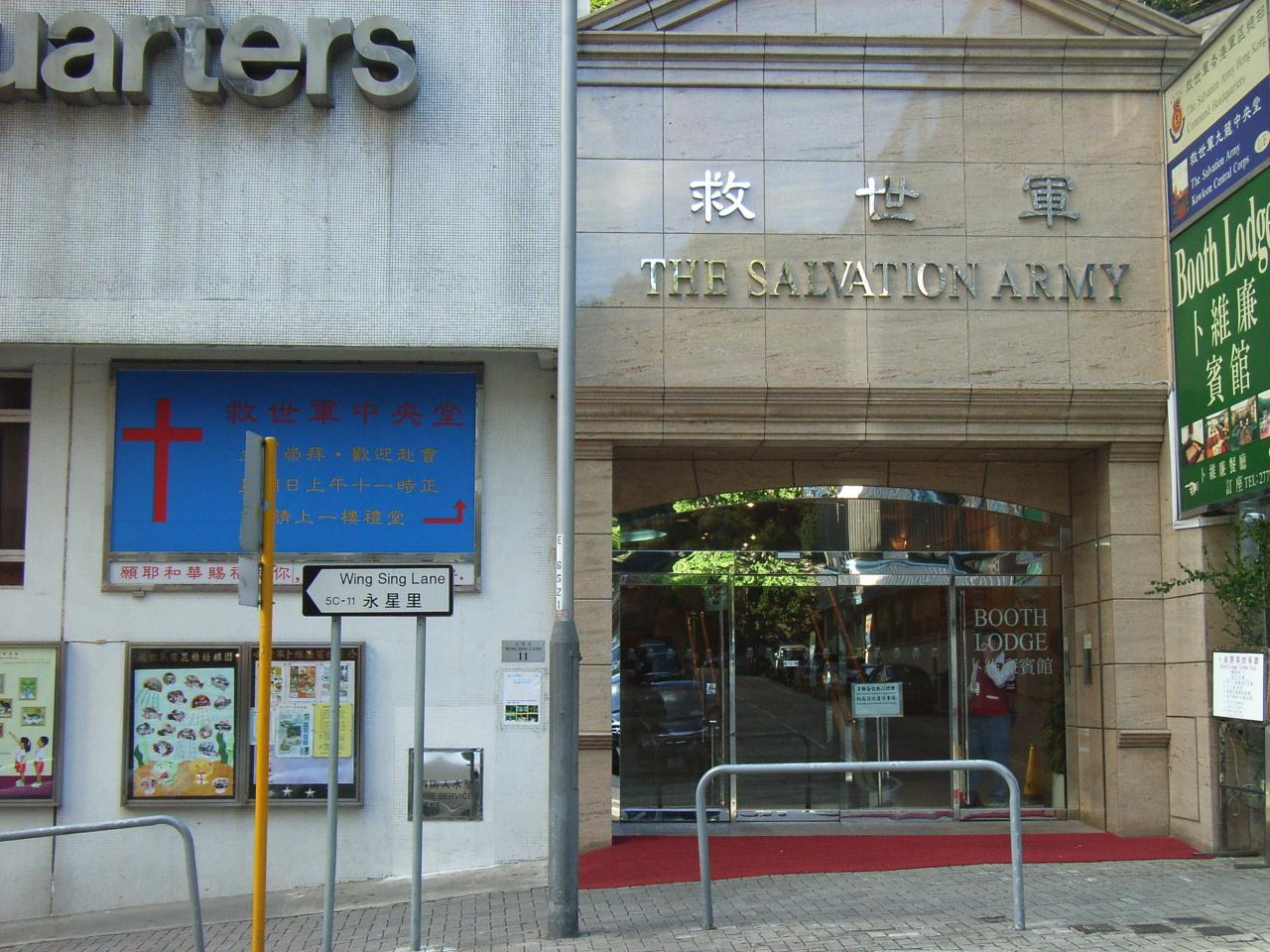
救世軍卜維廉賓館

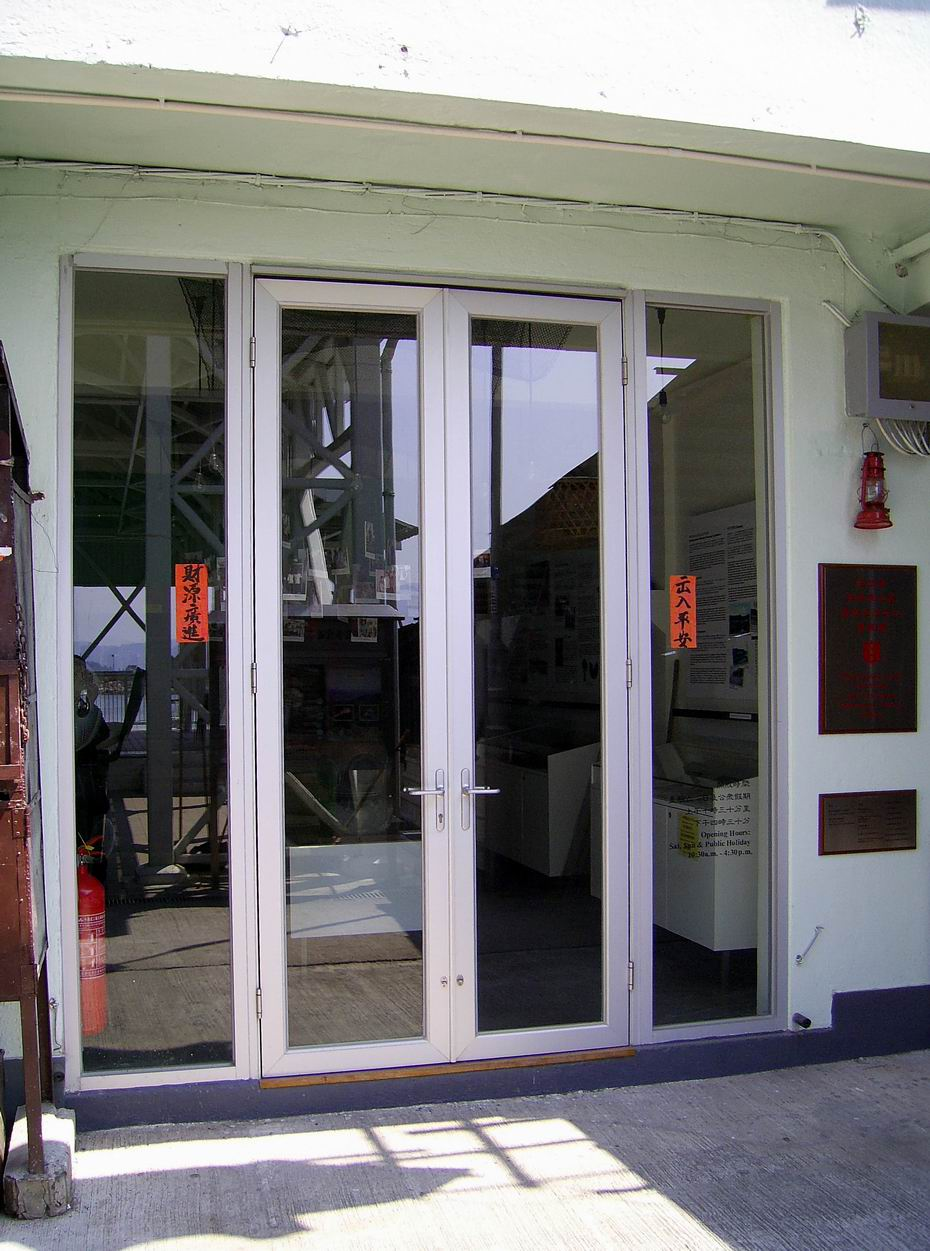
救世軍新界東北區漁民生活文化展覽閣

#### 長者
長者中心
1. 大埔長者社區服務中心（大埔、大埔社區中心）
2. 油麻地長者社區服務中心（油麻地、永星里）
3. 大窩口長者中心（葵涌、大窩口）
4. 竹園長者中心（黃大仙、竹園南邨）
5. 南泰長者中心（大坑東、南山邨）
6. 海嵐長者中心（旺角西、海富苑）
7. 華富長者中心（香港仔、華富邨）

綜合家居照顧服務
1. 大埔綜合家居照顧服務隊（大埔、富亨邨）
2. 西貢綜合家居照顧服務隊（將軍澳、寶林邨）
3. 油尖綜合家居照顧服務隊（油麻地、永星里）
4. 觀塘綜合家居照顧服務隊（藍田、德田邨）

日間護理中心
1. 白普理長者日間護理中心（大埔、富亨邨）
2. 竹園長者日間護理中心（黃大仙、竹園南邨）
3. 海裕長者日間護理中心（旺角西、海富苑）

長者院舍服務
1. 白普理慈愛長者之家（沙田、大圍）
2. 南明婦女之家（大坑東、南山邨）
3. 海泰長者之家（旺角西、海富苑）
4. 隆亨長者之家（沙田、隆亨邨）
5. 德田長者之家（藍田、德田邨）
6. 錦田長者之家（元朗、錦田）
7. 寶林長者之家（將軍澳、寶林邨）
8. 南山長者之家（大坑東、南山邨）

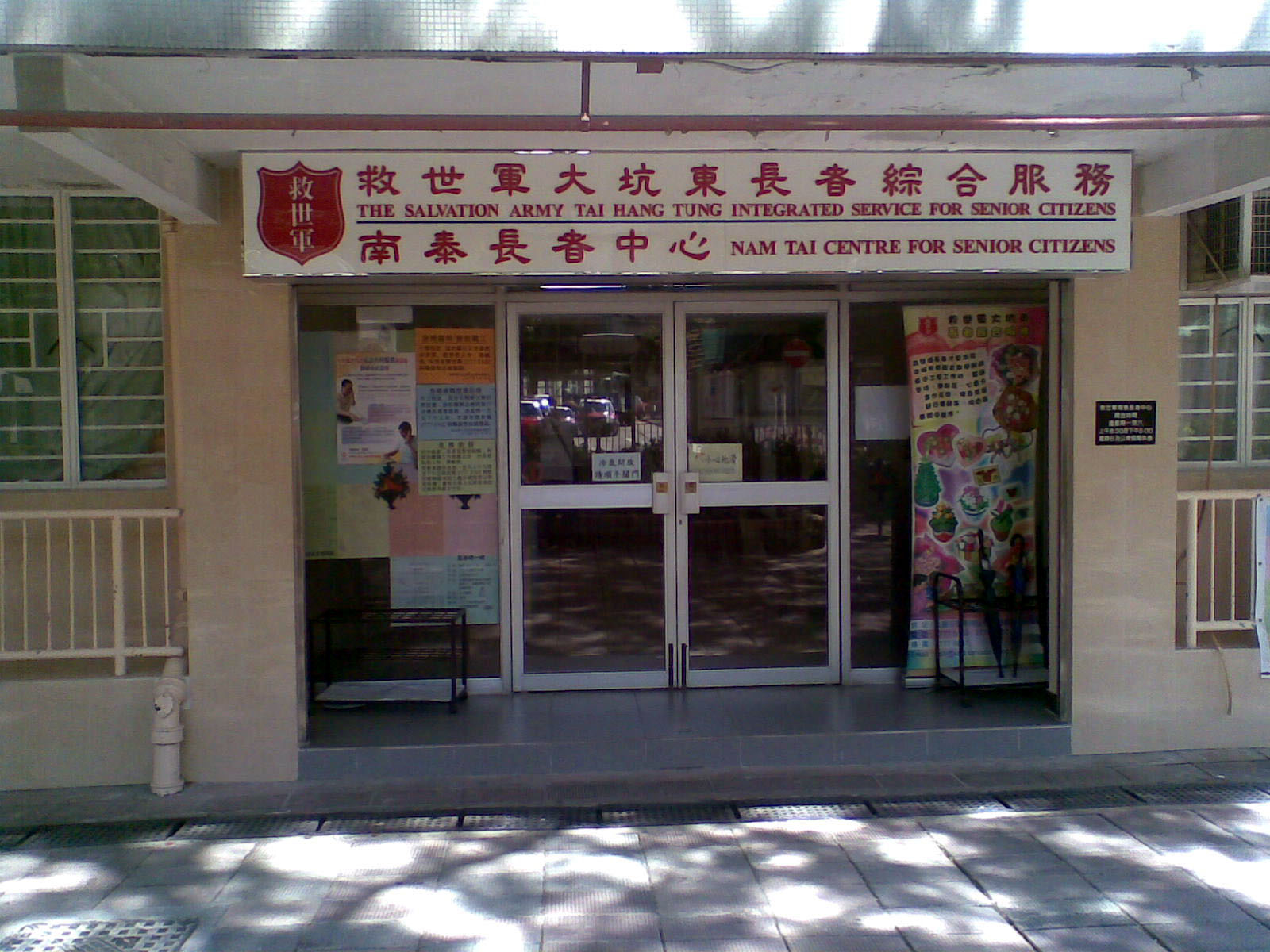
南泰長者中心
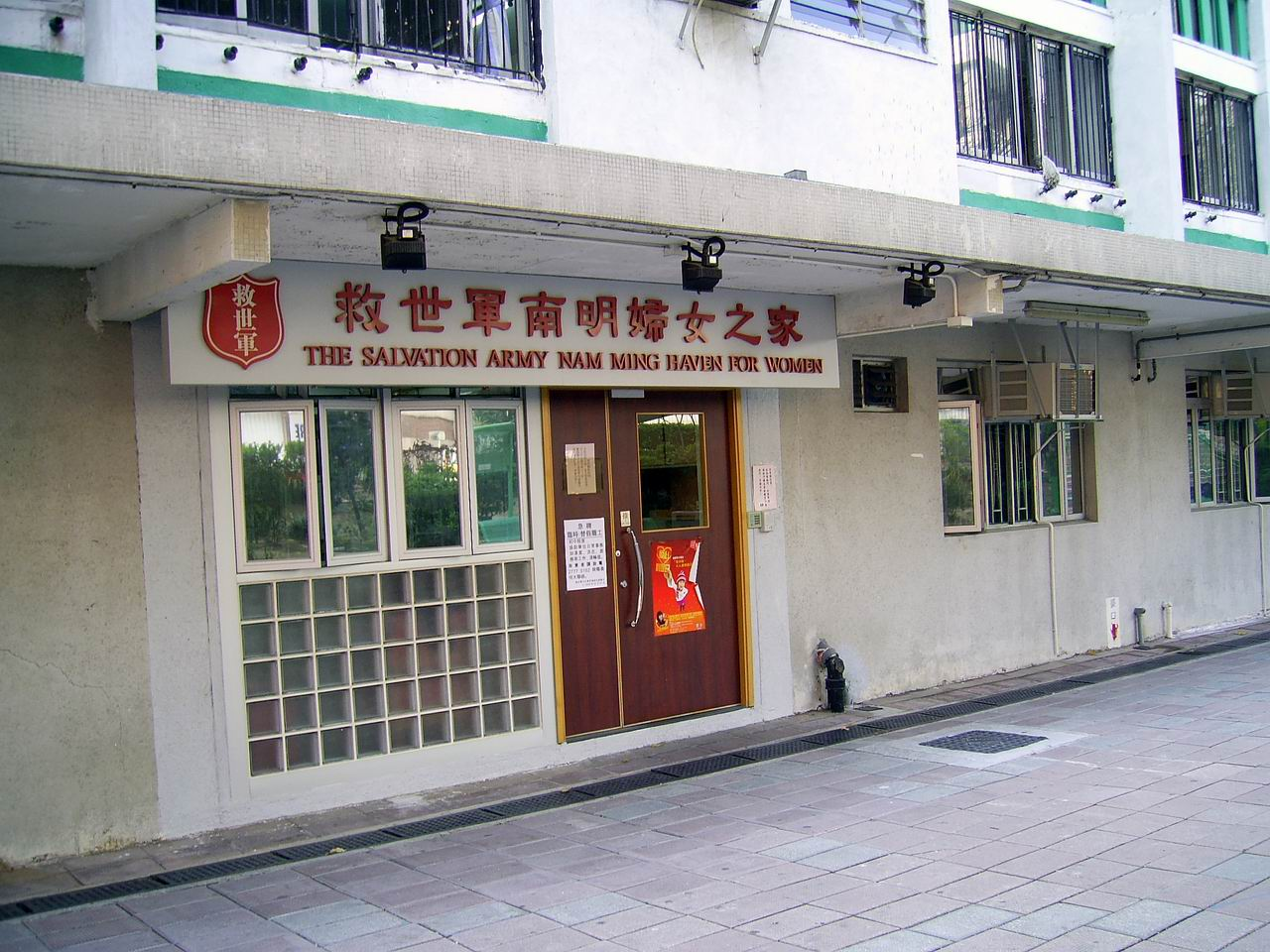
南明婦女之家
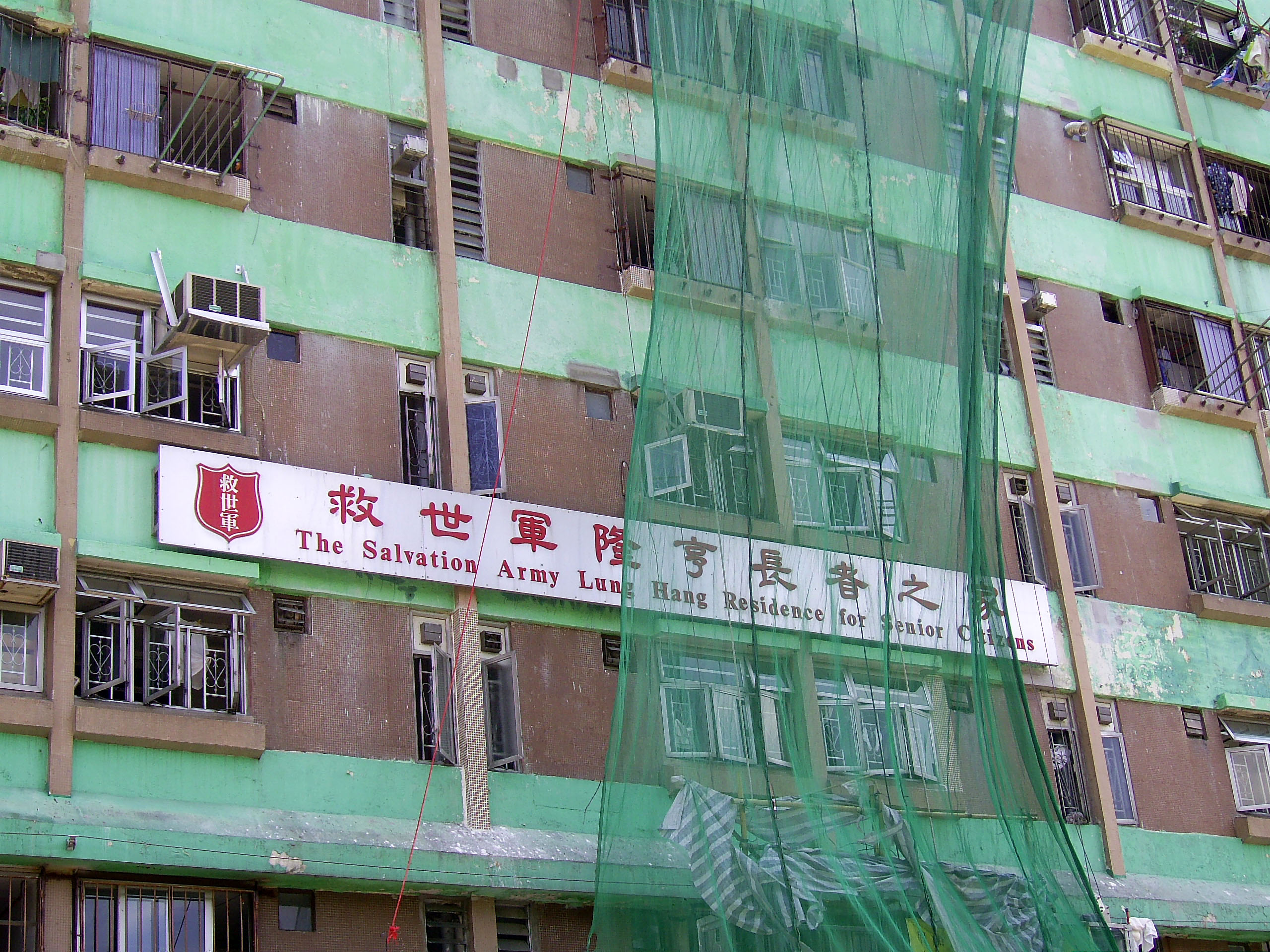
隆亨長者之家

長者及復康服務－綜合復康服務
- 荔景/長康綜合復康服務

1. 荔景院（葵涌、荔景山）
2. 「結伴行」智障人士家庭及社區支援服務（暨「挑戰同行計劃」，葵涌、荔景山）
3. 長康社區展能暨宿舍服務（青衣、長康邨）

- 筲箕灣／德田綜合復康服務

1. 筲箕灣社區展能服務（筲箕灣）
2. 德田社區展能服務（藍田、德田邨）

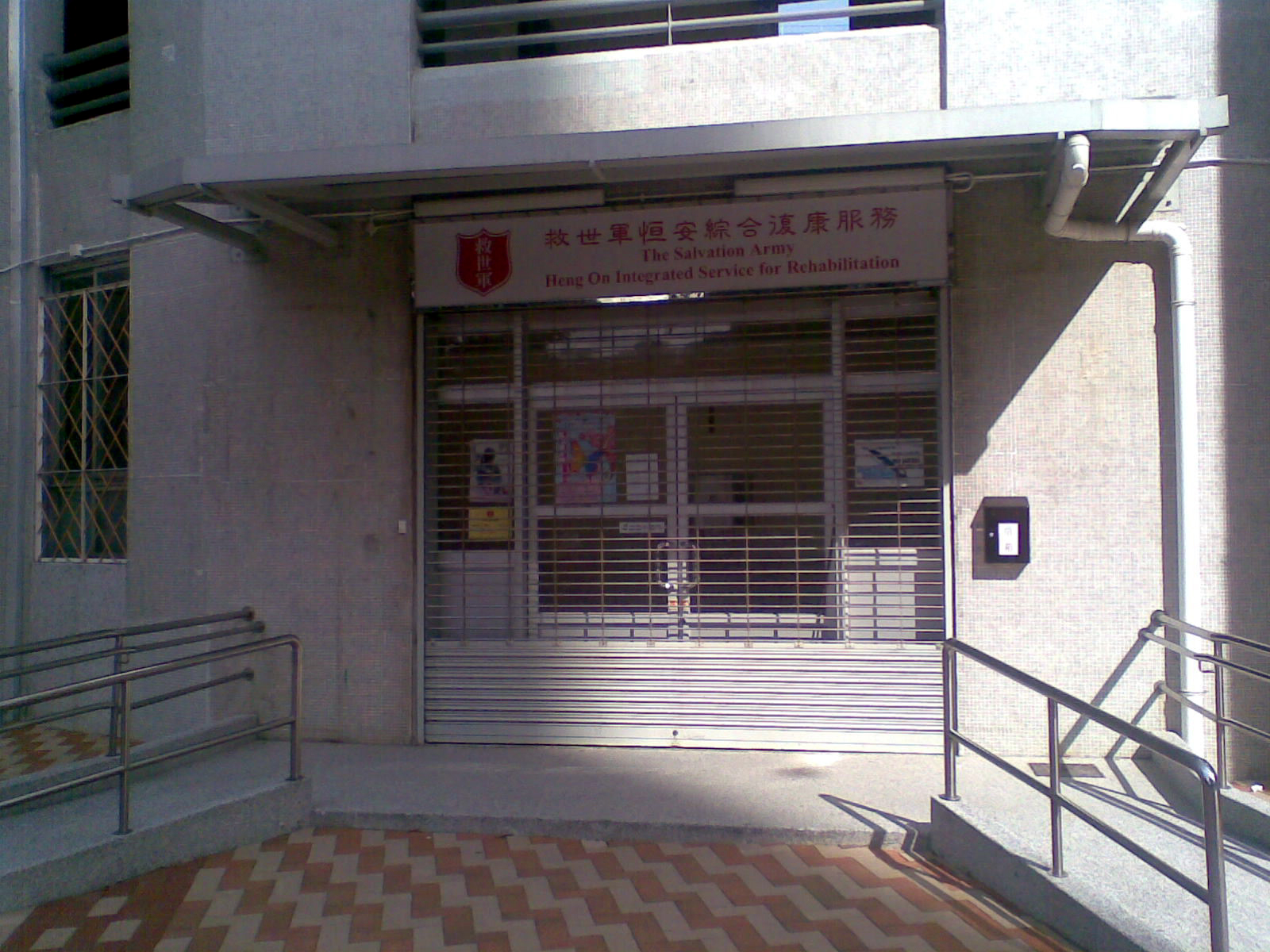
恒安綜合復康服務
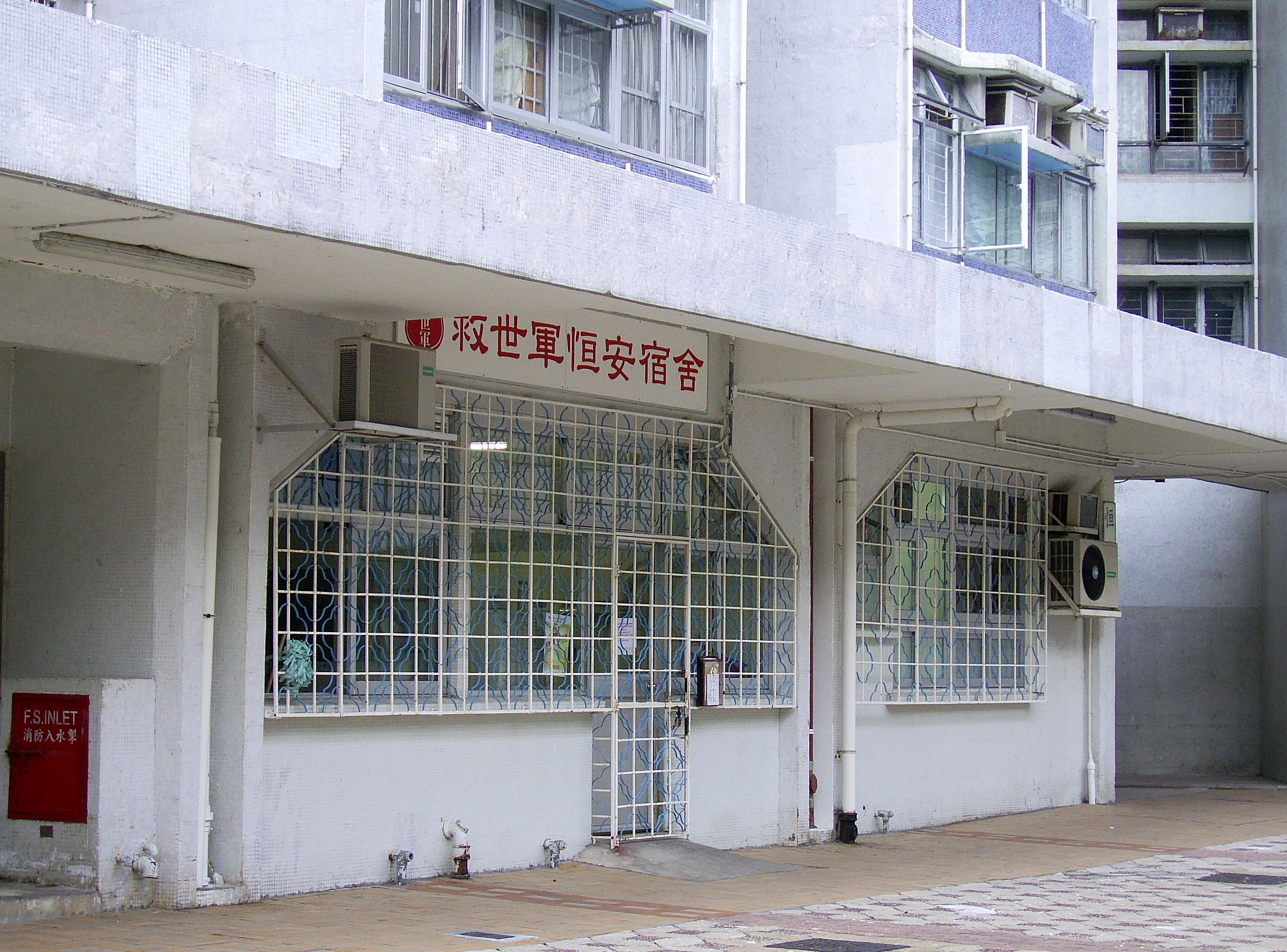
恒安宿舍
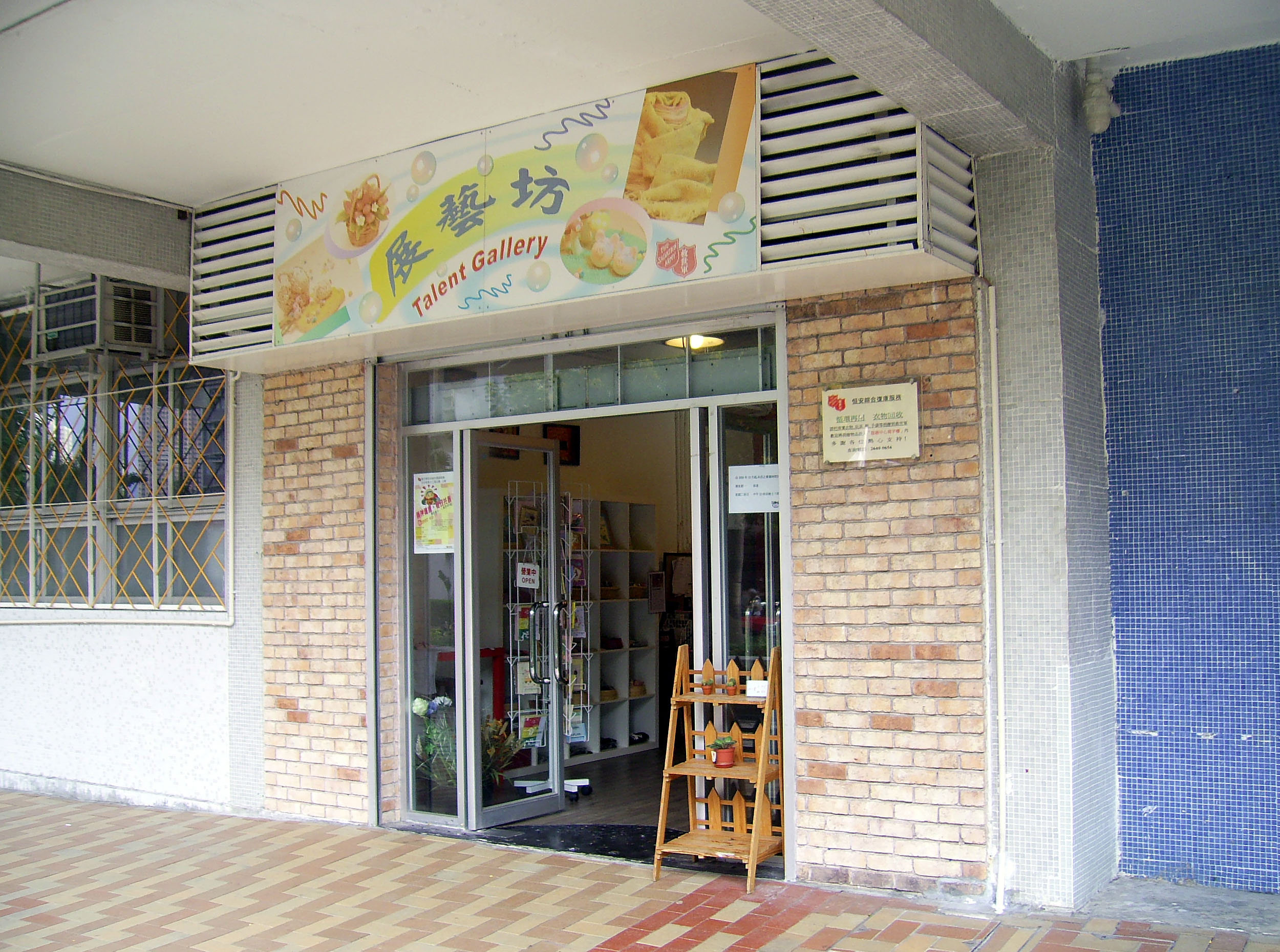
展藝坊

1. 恒安綜合職業復康服務（馬鞍山、恒安邨）
2. 殘疾人士在職培訓計劃（馬鞍山、恒安邨）
3. 沙田公園小食亭❨沙田公園❩
4. 恒安宿舍（馬鞍山、恒安邨）
5. 展藝坊（馬鞍山、恒安邨）

- 恒安綜合職業復康服務
- 恒安宿舍
- 展藝坊

長者及復康服務－公益企業
1. 沙田公園小食亭（沙田、沙田公園）
2. 沙田天恩工作室（沙田、乙明邨）

- 沙田公園小食亭
- 沙田天恩工作室

長者及復康服務－其他服務
1. 耆才拓展計劃觀塘中心（觀塘、宜安中心）
2. 輔助醫療服務（油麻地、時新大廈）
3. 健康及護理服務（藍田、德田邨）
4. 設施管理服務（油麻地、時新大廈）

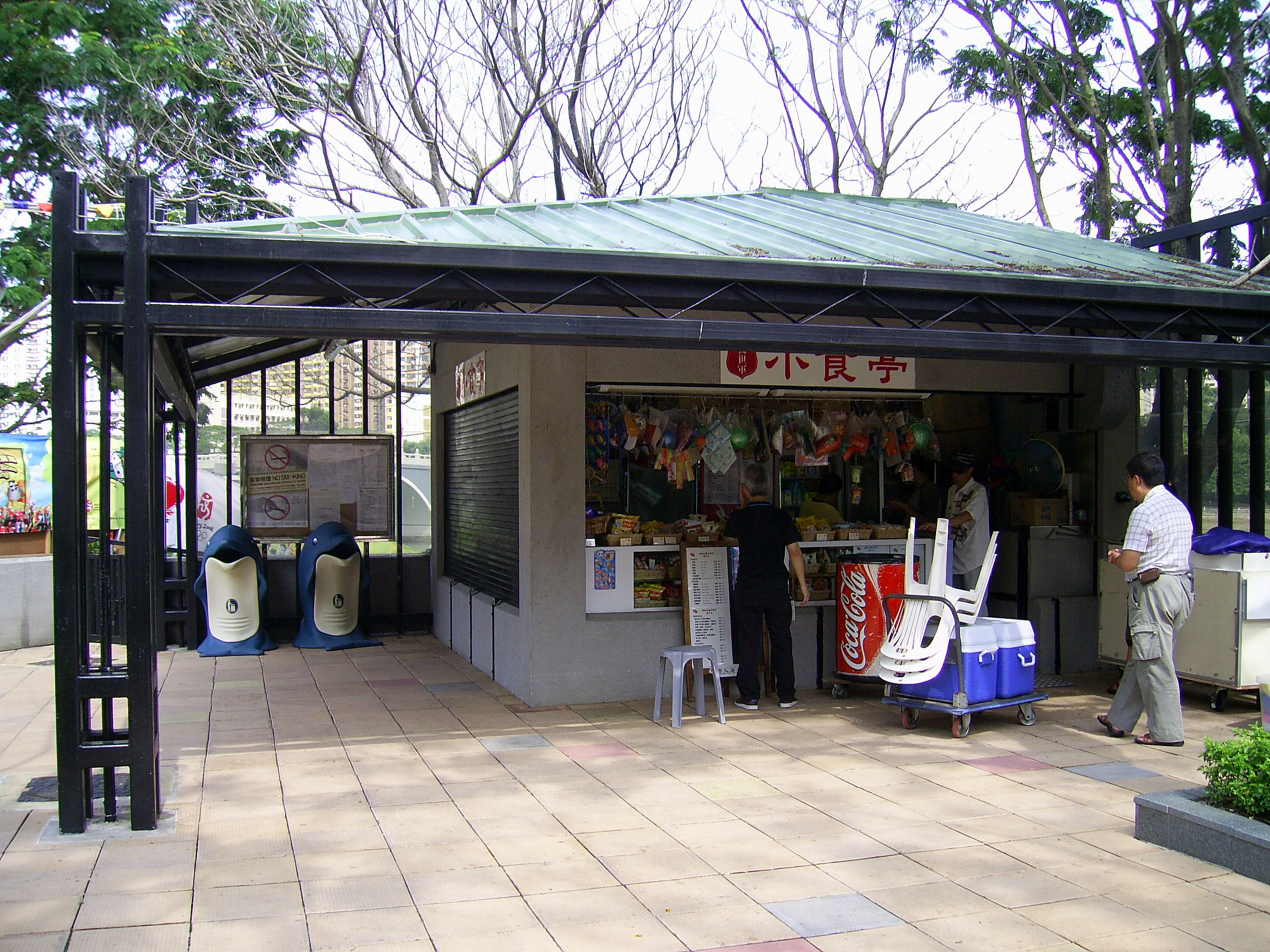
沙田公園小食亭
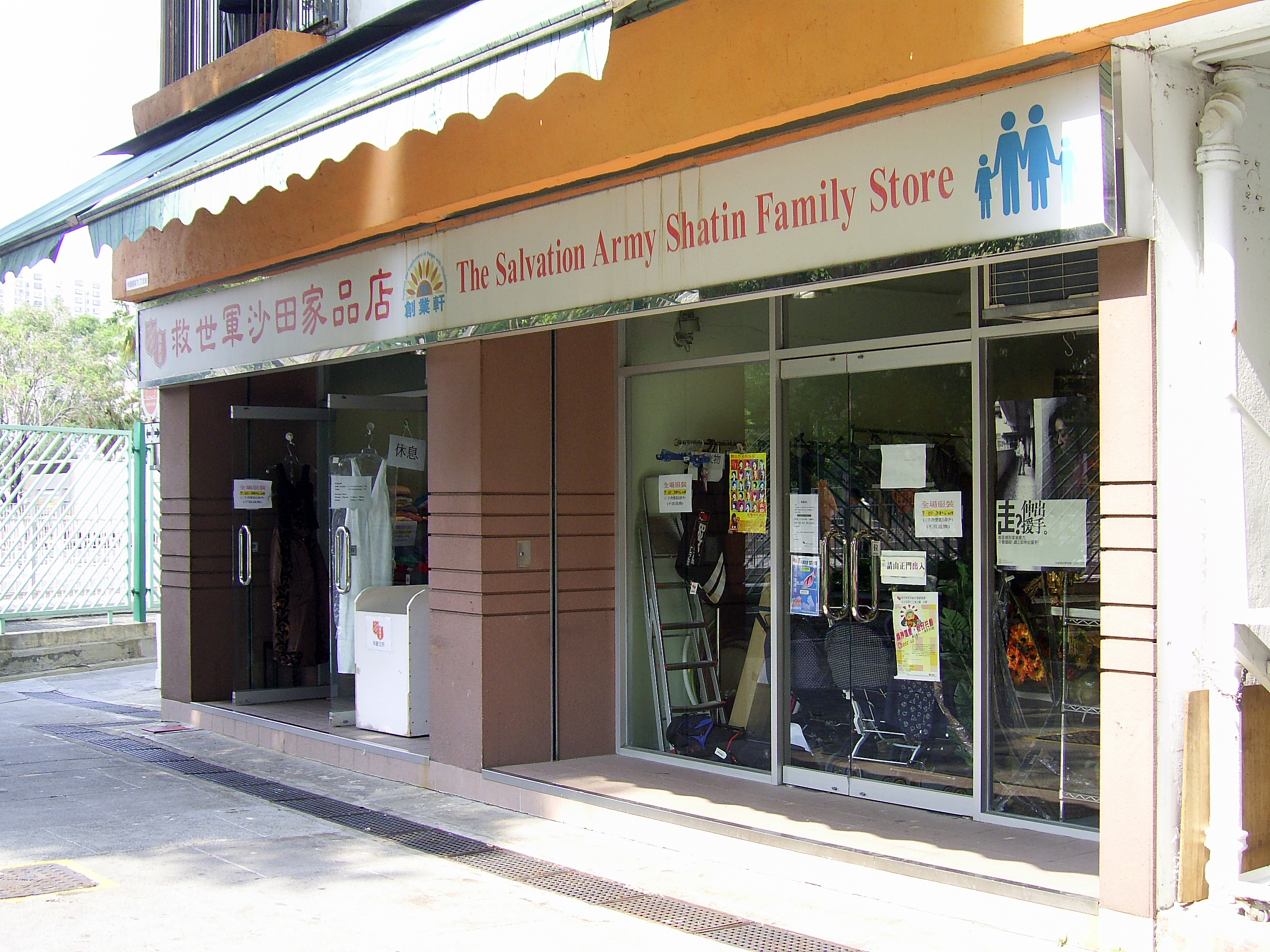
沙田天恩工作室

5. 流金頌社區計劃 -「活得自在」健康生活行動（大埔、大埔社區中心）
6. 流金頌社區計劃 - 長者安心樂回家（油麻地、駿發花園）
7. 救世軍天鑰家庭及兒童發展中心(灣仔，救世軍街)

青年、家庭及社區服務－青少年服務
- 新界東綜合服務

1. 大埔青少年綜合服務（大埔、大元邨）
2. 三門仔社區發展計劃（大埔、船灣）
3. 隆亨青少年中心（沙田、隆亨邨）

- 新界西綜合服務

1. 屯門青少年綜合服務（屯門、大興邨）
2. 屯門東青少年綜合服務（屯門、富泰服務設施大樓）
3. 屯門深宵青少年外展服務（屯門、富泰服務設施大樓）
4. 屯門家品店（屯門、置樂花園)
5. 牛潭尾社區發展計劃（元朗、攸潭美）

- 油尖旺綜合服務

1. 油麻地青少年綜合服務（油麻地、駿發花園）
2. H.E.A.L.T.H.TEEN - 潛危青年支援服務（油麻地、駿發花園）
3. 「愛家‧友里」家庭支援計劃❨油麻地，永星里❩
4. 九龍城家庭支援中心❨土瓜灣，九龍城❩
5. 深水埗家庭支援網絡隊❨深水埗，福榮街❩
6. 男Teen計劃 - 青少年性健康教育支援服務（油麻地、駿發花園）

- 港島東綜合服務

1. 柴灣青少年綜合服務（柴灣、環翠邨）
2. 環翠宿舍（柴灣、環翠邨）
3. 漁灣宿舍（柴灣、環翠邨）
4. 毒家網絡 - 藥物教育及支援服務（柴灣、環翠邨）

- 竹園綜合服務

1. 竹園青少年中心（黃大仙、竹園南邨社區中心）
2. 竹園長者中心（黃大仙、竹園南邨社區中心）
3. 竹園長者日間護理中心（黃大仙、竹園南邨）
4. 平田兒童之家（恩慈、良善、信實，黃大仙、竹園南邨社區中心）

- 大窩口綜合服務

1. 大窩口青少年中心（荃灣、大窩口社區中心）
2. 大窩口長者中心（荃灣、大窩口社區中心）
3. 大窩口兒童之家（喜樂、仁愛、和平，荃灣、大窩口社區中心)
4. 東涌家庭支援中心(東涌，逸東邨)

青年、家庭及社區服務－教育及就業服務
1. 教育及發展中心（灣仔，救世軍街）
2. 「展翅青見計劃」個案管理及就業支援服務（灣仔，救世軍街）
3. 自力更生綜合就業援助計劃❨屯門，屯門中央廣場❩

青年、家庭及社區服務－營舍服務
1. 白普理營（長洲）
2. 馬灣青年營（馬灣島）

- 長洲白普理營
- 馬灣青年營

青年、家庭及社區服務－公益企業
1. 數碼坊（灣仔，救世軍街）

青年、家庭及社區服務－社區計劃
1. 市區重建社區服務隊(油麻地，上海街)
2. 曦華樓（長沙灣）

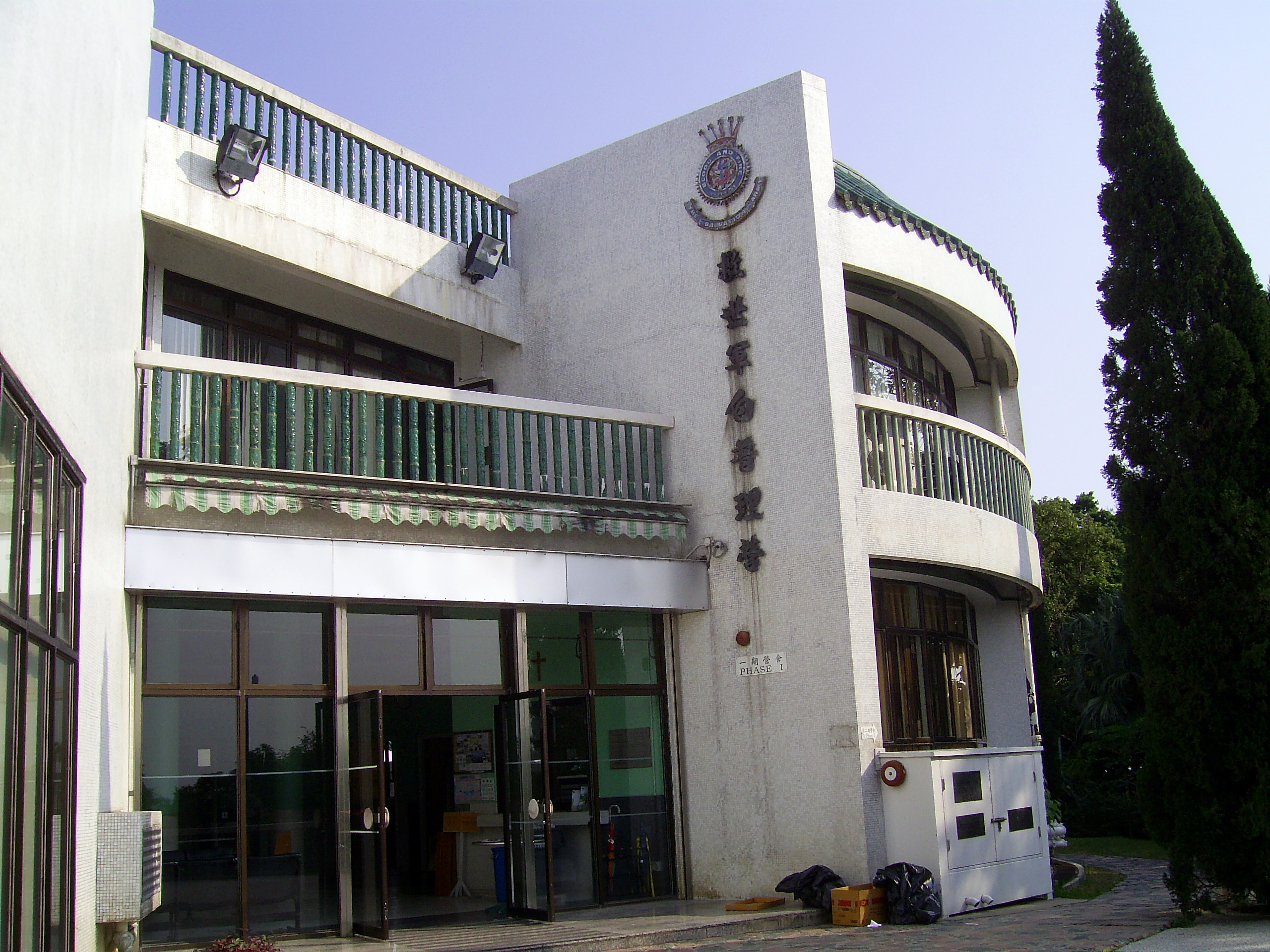
長洲白普理營
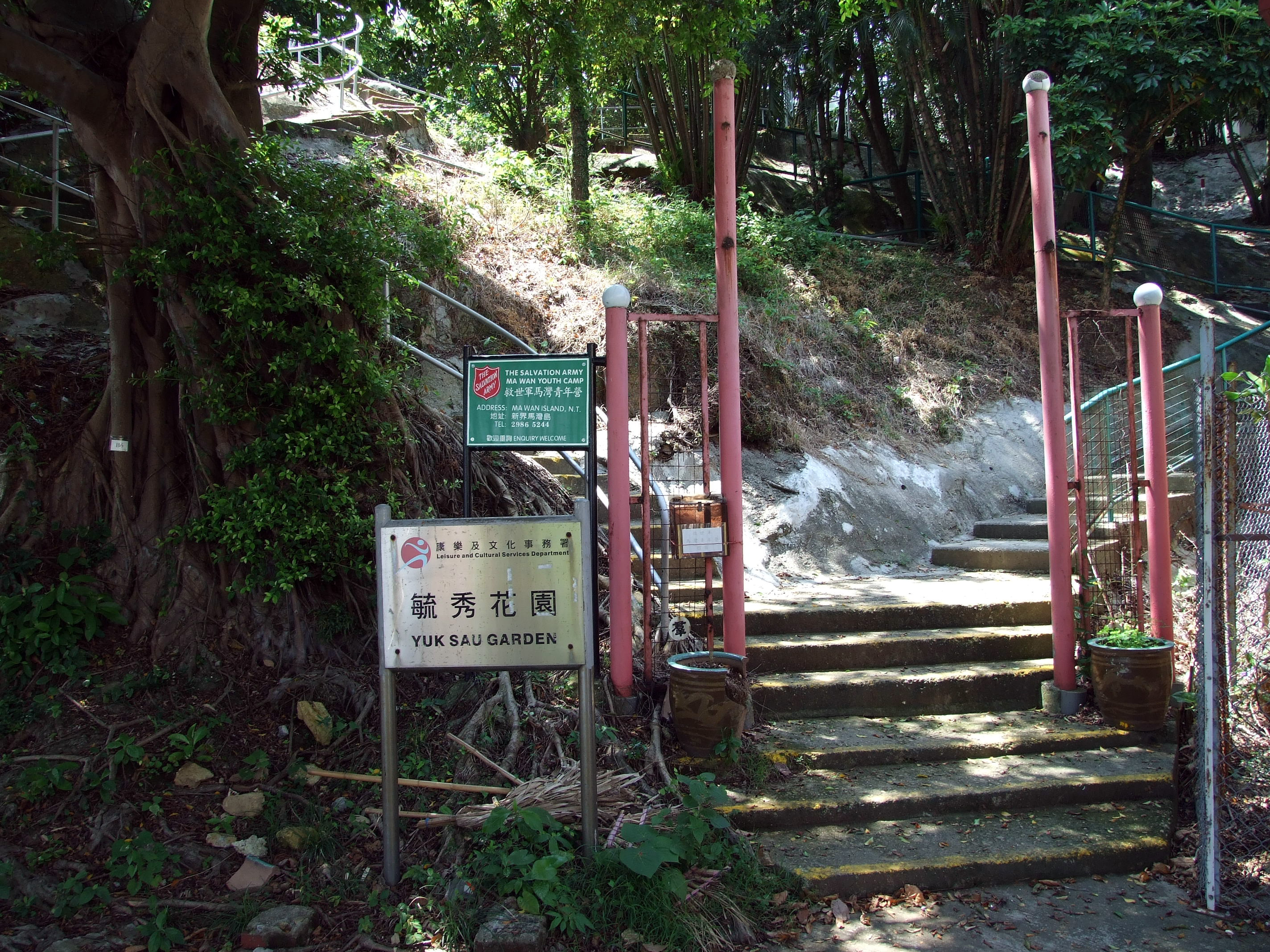
馬灣青年營

3. 怡安宿舍（旺角西、海富苑）：為無家者，包括「露宿者，居住有困難者人士」提供臨時居所，在職員指導及與舍友相處 下，學習適應團體生活和加強與人相處的社會技巧
4. 無「窮」健康列車-露宿者流動服務站(油麻地，上海街)
5. 露宿者綜合服務（上海街）

青年、家庭及社區服務－其他服務
1. 大角咀市區重建社區服務隊（大角咀、必發臺）
2. 港島市區重建社區服務隊灣仔（灣仔）
3. 深水埗市區重建社區服務隊（深水埗）
4. 「頤樂安居」社區服務隊（深水埗、蘇屋邨）
5. 蘇屋邨社區服務隊（深水埗、蘇屋邨）

1. 耆才拓展計劃東頭中心（九龍城、東頭邨）

1. 「飛躍」兒童發展計劃（灣仔，救世軍街）: 2013年7月正式與「自閉症人士家庭支援服務」合併組成新單位，名為「救世軍天鑰家庭及兒童發展中心」(SKY Family and Child Development Centre)

### 中國發展項目
救世軍在中國的工作主要分為三大範疇：
- 緊急救援及災後重建
- 扶貧及發展項目
- 中國兒童助學發展計劃

### 緊急救援服務
近年參與的支援工作包括菲律賓風災、台灣大地震、美國911事件、萨尔瓦多地震、印度地震、南亞海嘯、美國卡特里娜風災等。

### 循環再用計劃及家品店

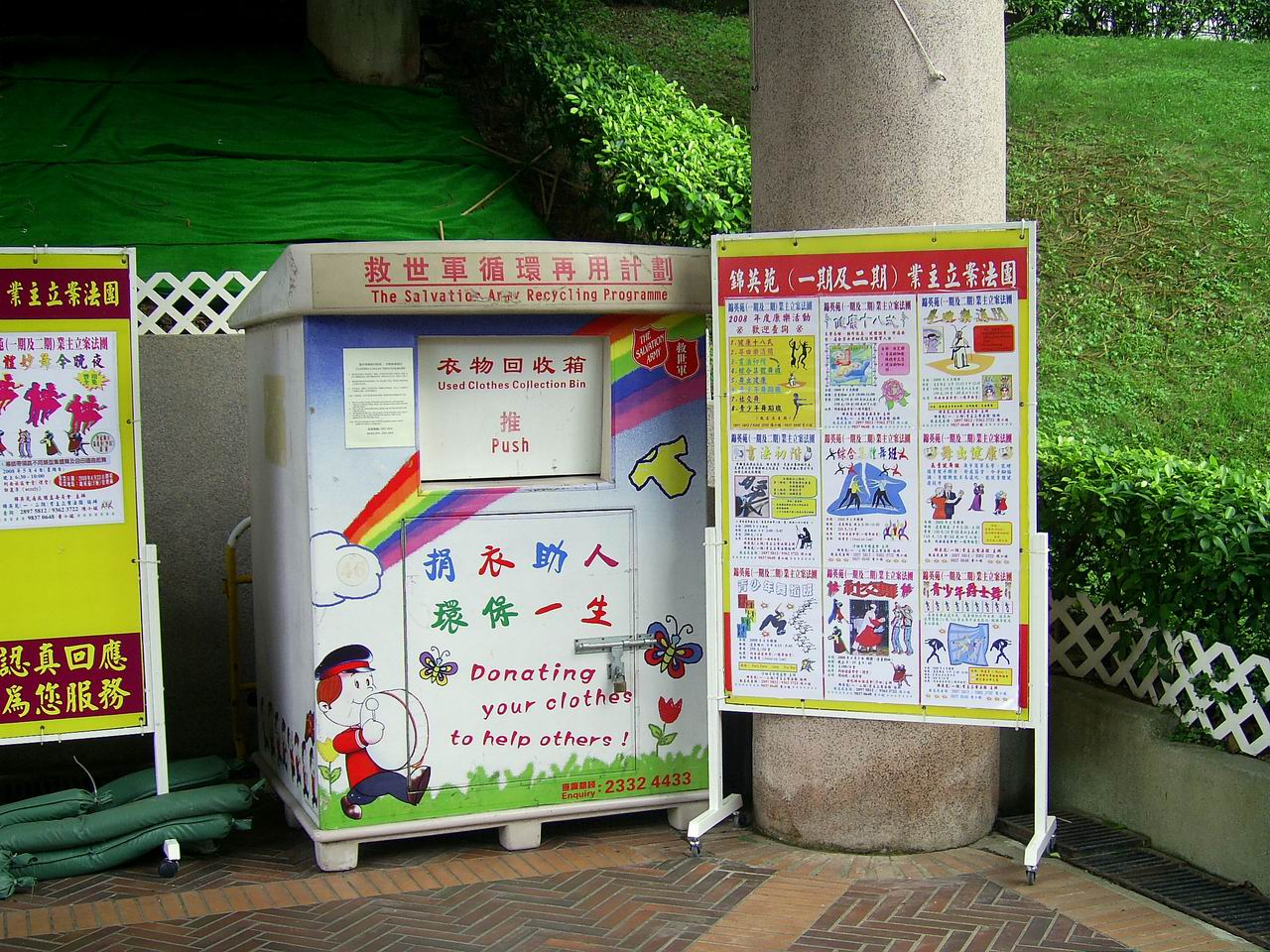
位於錦英苑的衣物回收箱

救世軍自1960年代起已開始回收可循環物資，收集商業機構及個人的物品捐贈，每年回收衣物用品超過2,000噸，以支持救世軍的服務，讓捐贈的物品得以循環再用，節約資源，保護環境。救世軍與超過300間根據《稅務條例》（第112章）第88條獲認可屬公共性質的慈善機構或信託團體合作推動回收運動，收集處包括救世軍地域總部及灣仔收集處，更在香港不同地點有超過200個回收點，並為民政事務總署管理「社區舊衣回收箱」計劃。
部分循環物資透過轄下港九新界和澳門的家品店，以低廉價錢售予市民大眾，而所得收入用於其他未受政府資助的社會服務和中國內地的扶貧項目等。救世軍現時屬下的家品店有香港仔家品店、柴灣家品店、紅磡家品店、北角家品店、西灣河家品店、天后家品店、西環家品店、灣仔家品店、觀塘家品店、南昌家品店、太子家品店、黃埔家品店、油麻地家品店、荃灣家品店、*救世軍天恩工作室 - 屯門家品店、*救世軍天恩工作室 - 沙田家品店及澳門家品店。
*特約店舖由救世軍社會服務部營運

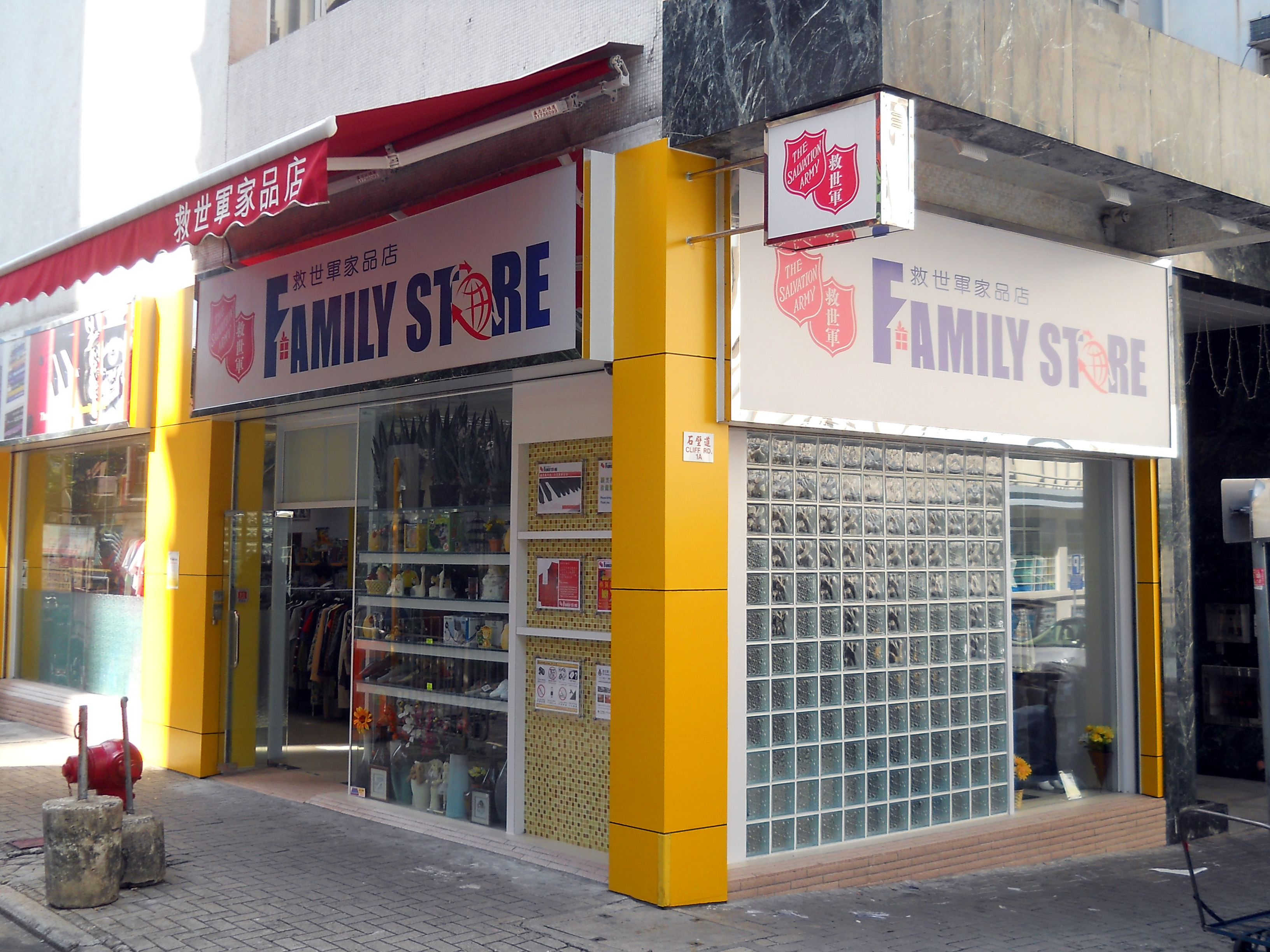
油麻地家品店
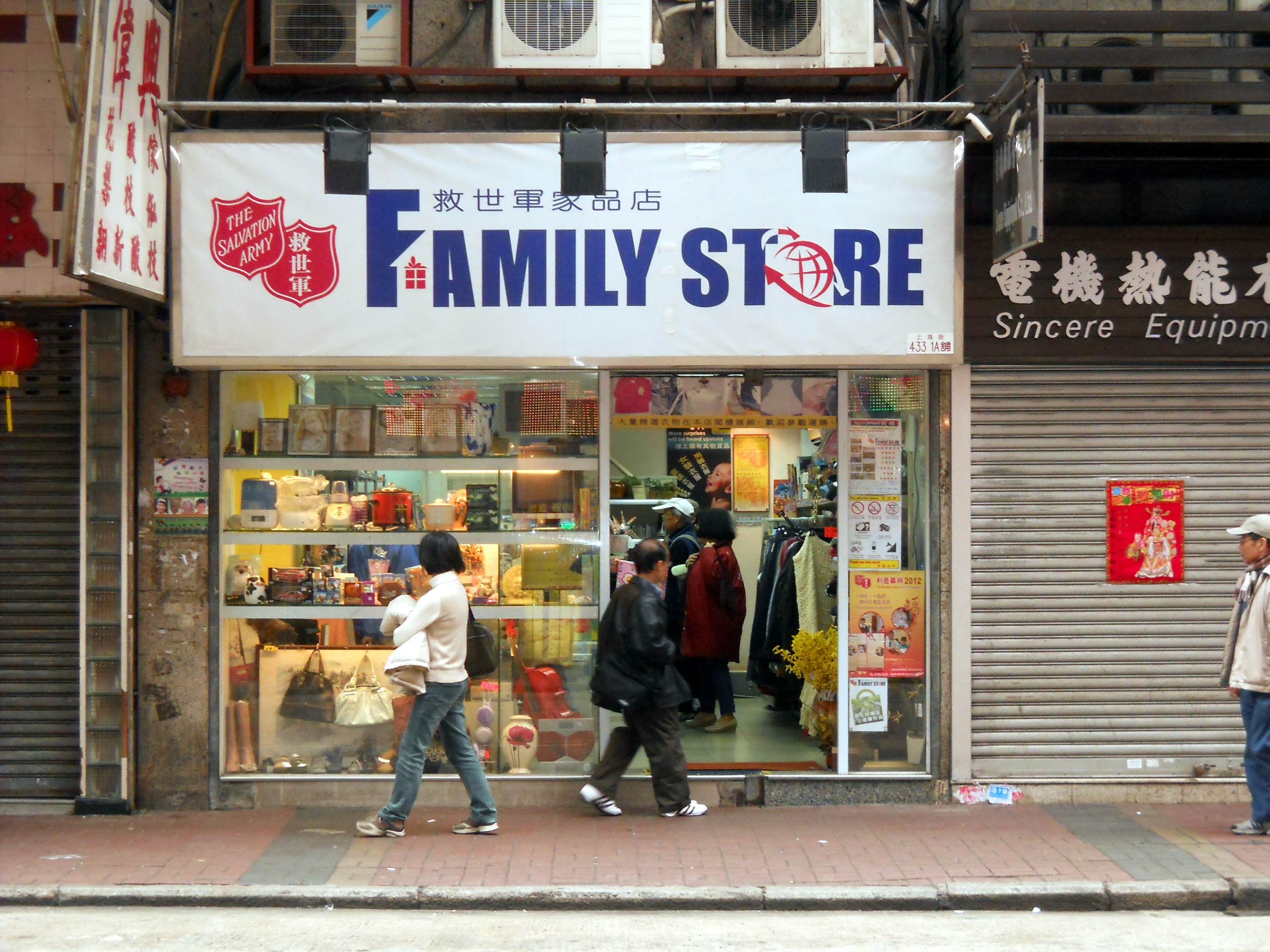
旺角家品店
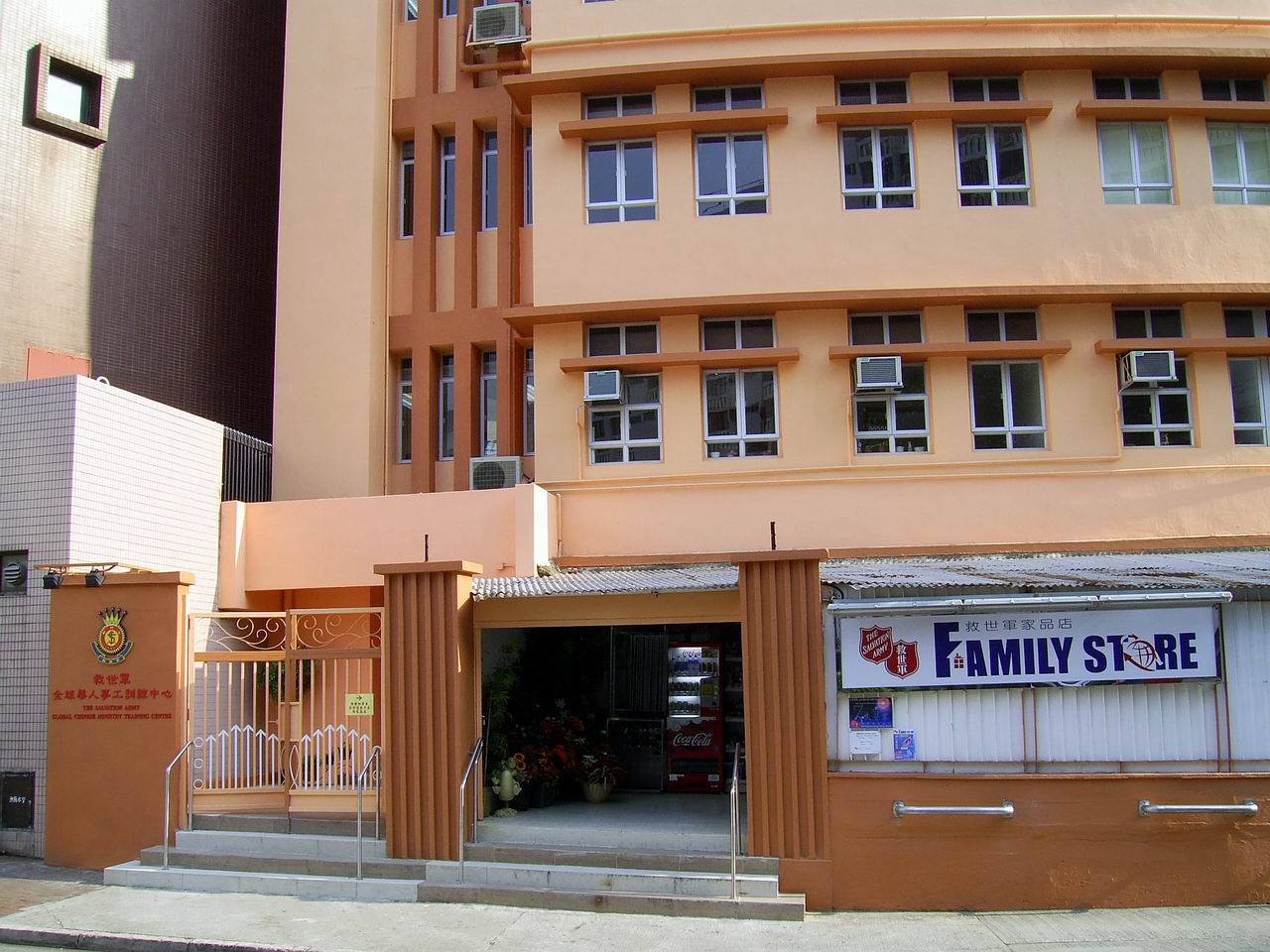
大坑東家品店（已結業）
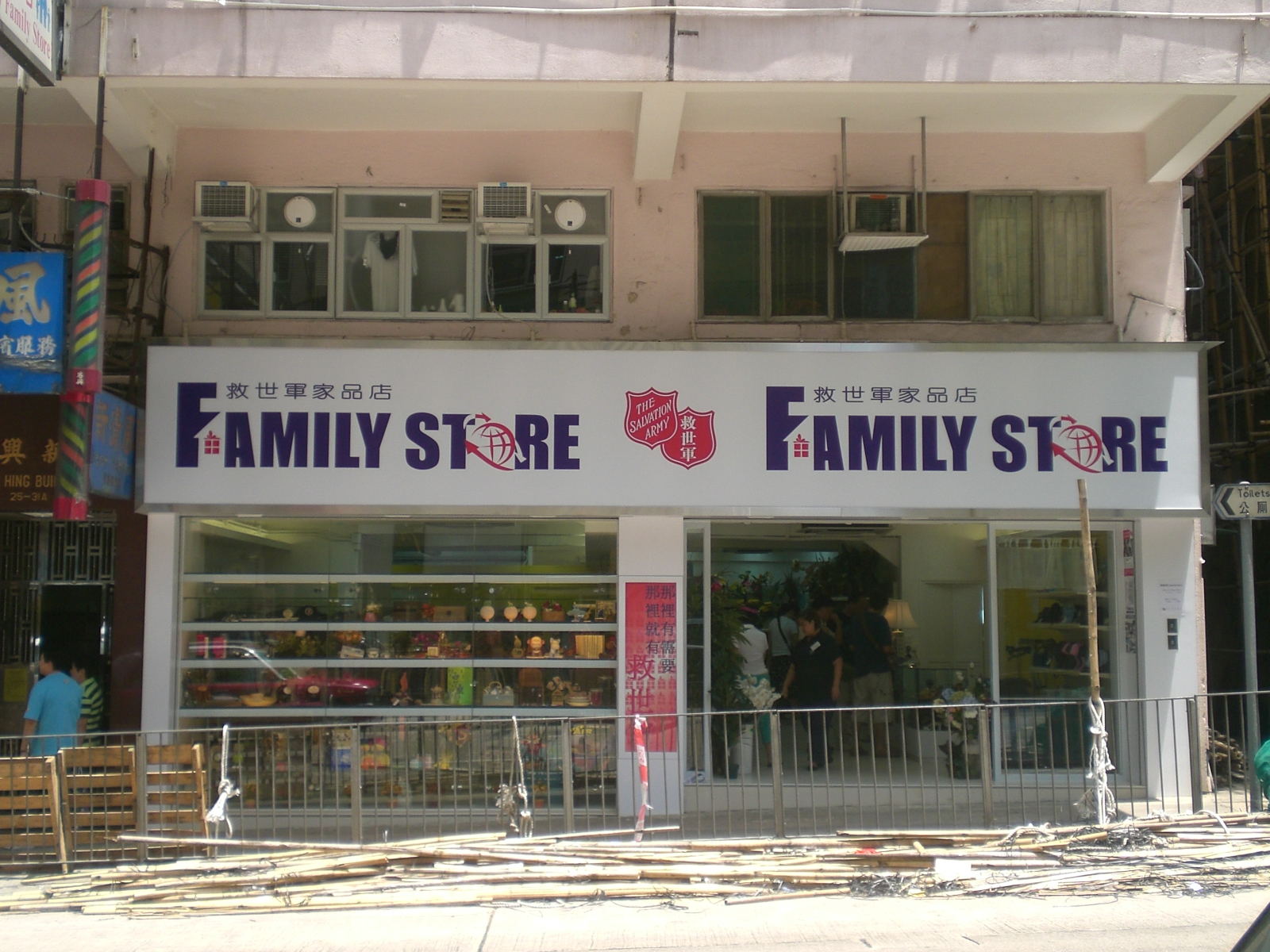
天后家品店
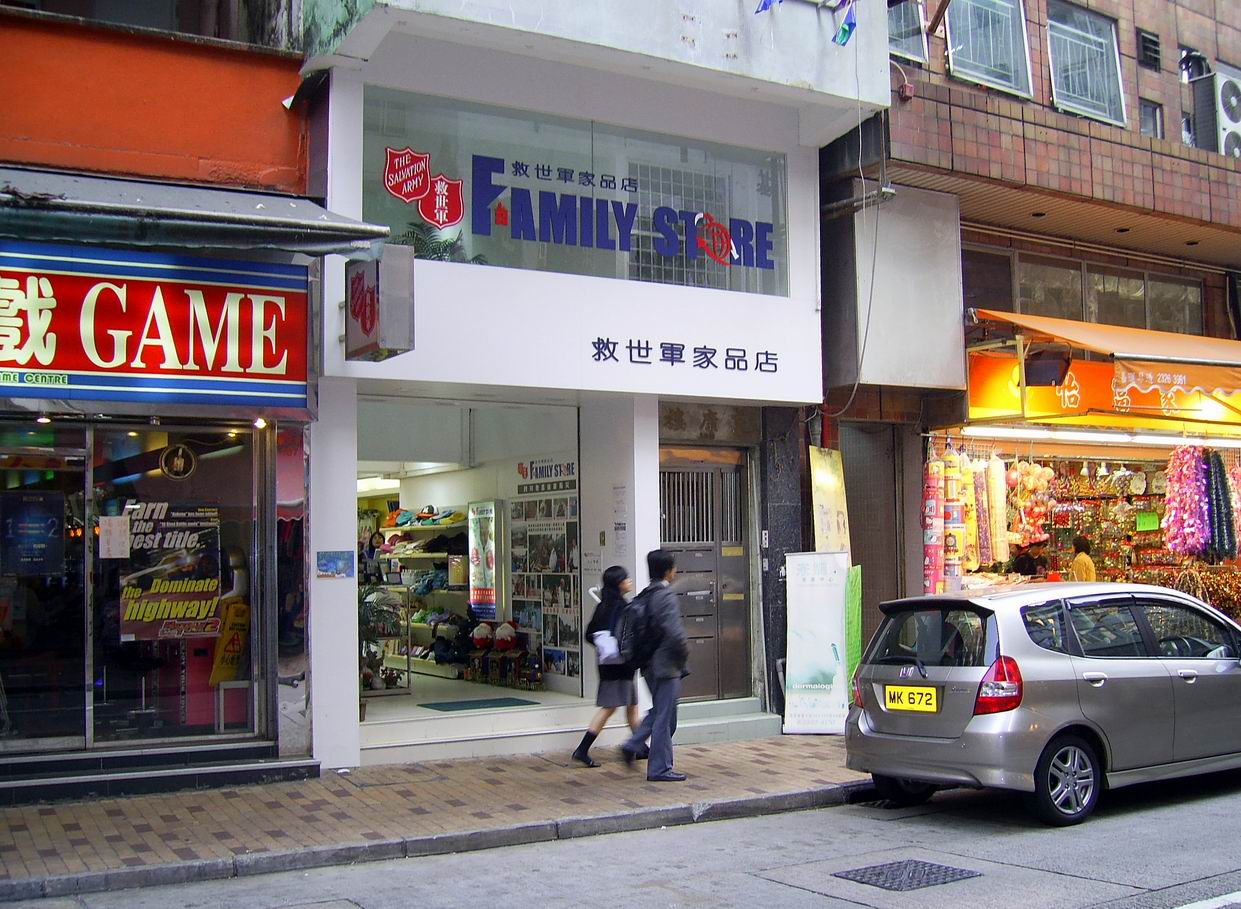
筲箕灣家品店（已結業）
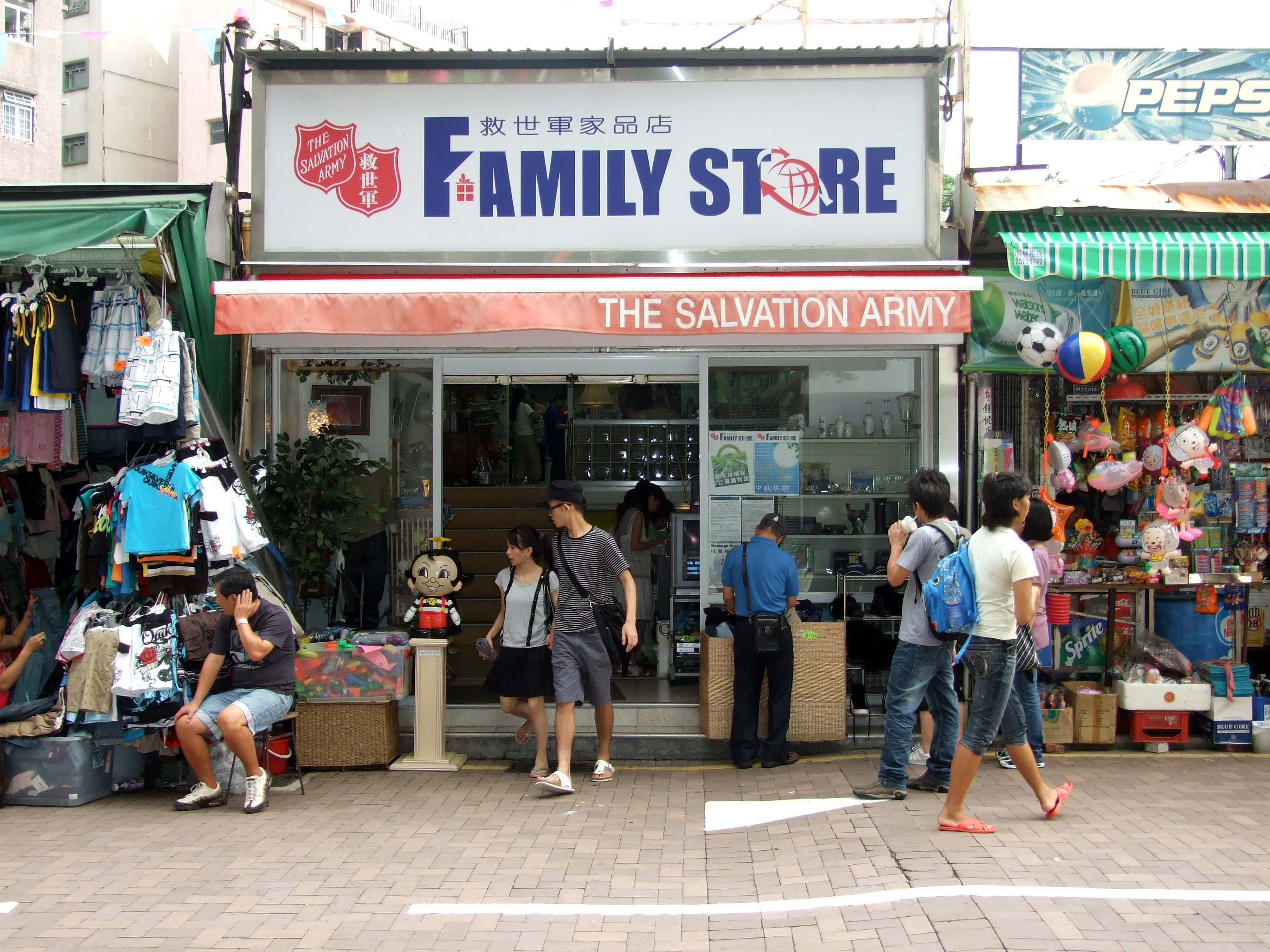
赤柱家品店（已結業）

### 賓館服務
救世軍卜維廉賓館於1985年開業，鄰近天主教新民書院，為一間三星級賓館，賓館座落於油麻地區，位於九龍市中心彌敦道，有30間標準房及23間豪華房，另設有咖啡室和露天茶座、會議室及禮品店。於2007年年底進行客房翻新工程。